# Liste d'animaux fossiles par pays
Cette liste d'animaux fossiles par pays, non-exhaustive, présente des exemples de lignées fossiles classées par ordre alphabétique des pays actuels (sachant que de nombreuses lignées sont présentes dans plusieurs pays) et, à l'intérieur de chaque pays, par ordre alphabétique des noms scientifiques,,,,,.
- Haut – A
- B
- C
- D
- E
- F
- G
- H
- I
- J
- K
- L
- M
- N
- O
- P
- Q
- R
- S
- T
- U
- V
- W
- X
- Y
- Z

### 

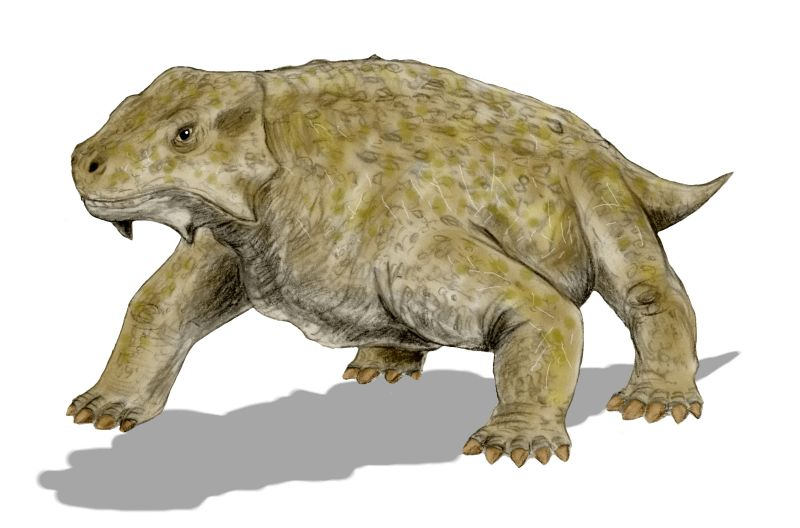
Bradysaurus

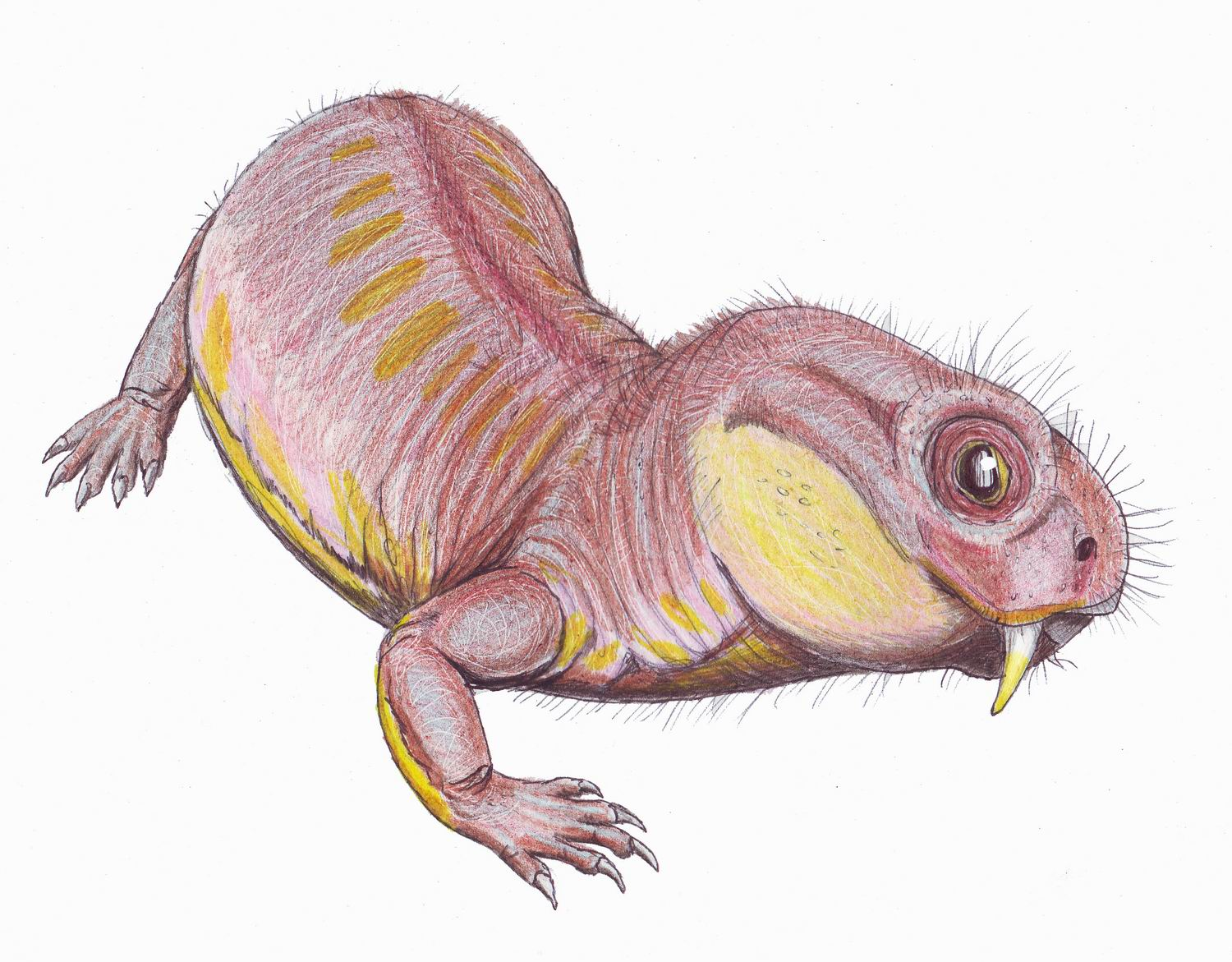
Robertia

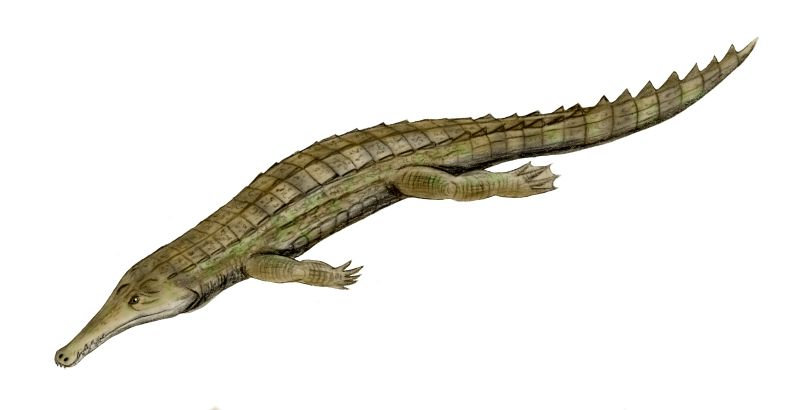
Elosuchus

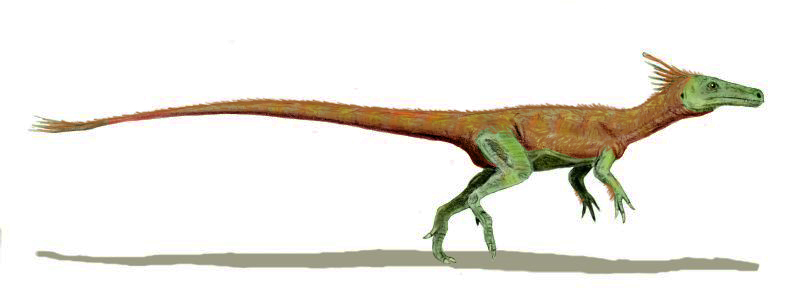
Juravenator

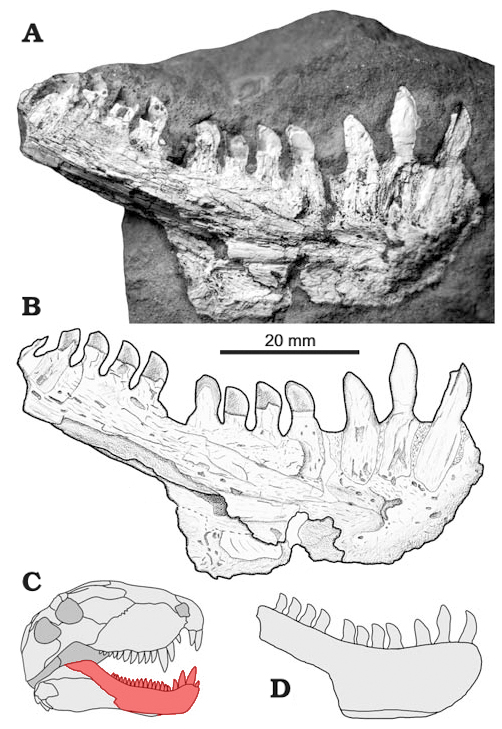
Cryptovenator

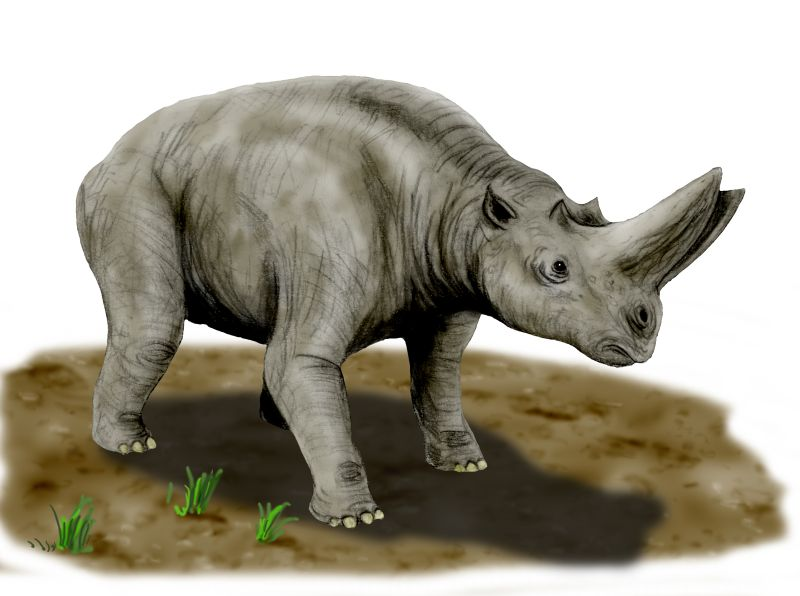
Arsinoitherium

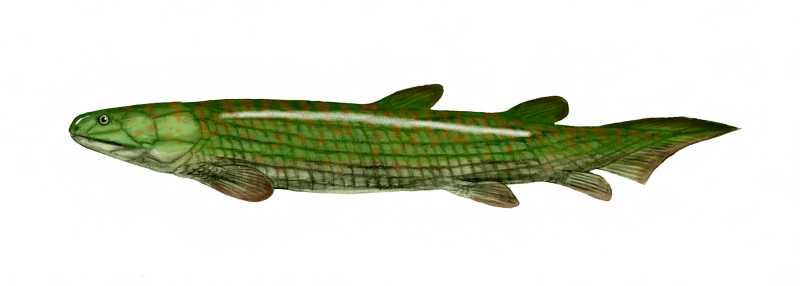
Osteolepis

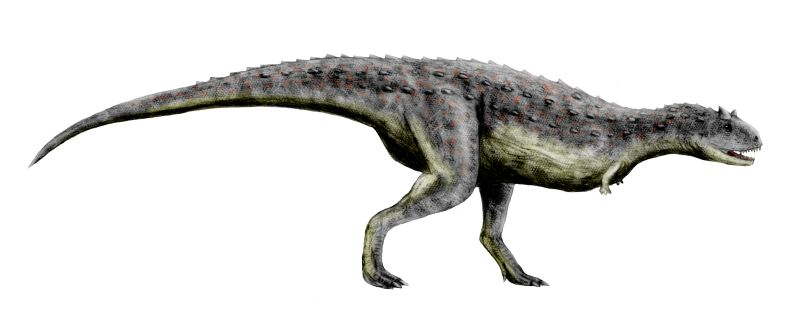
Carnotaurus

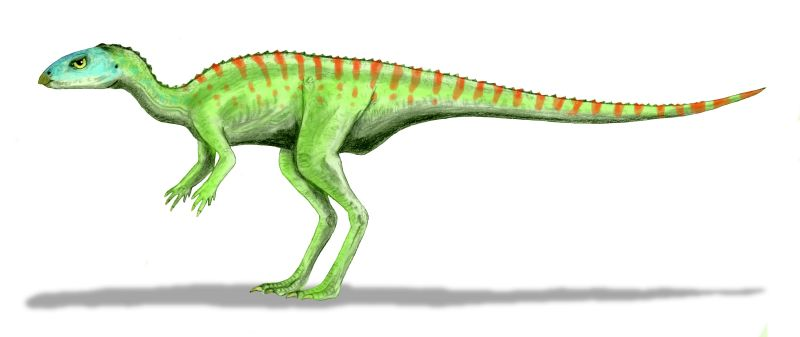
Gasparinisaura

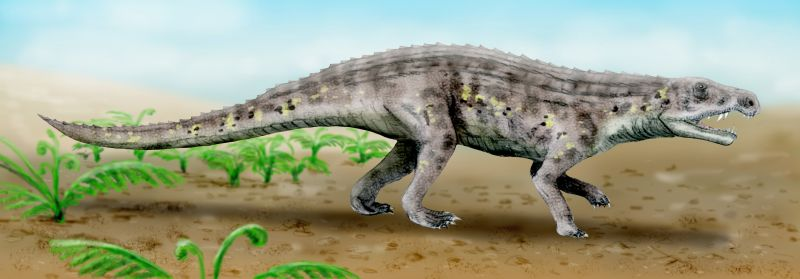
Venaticosuchus

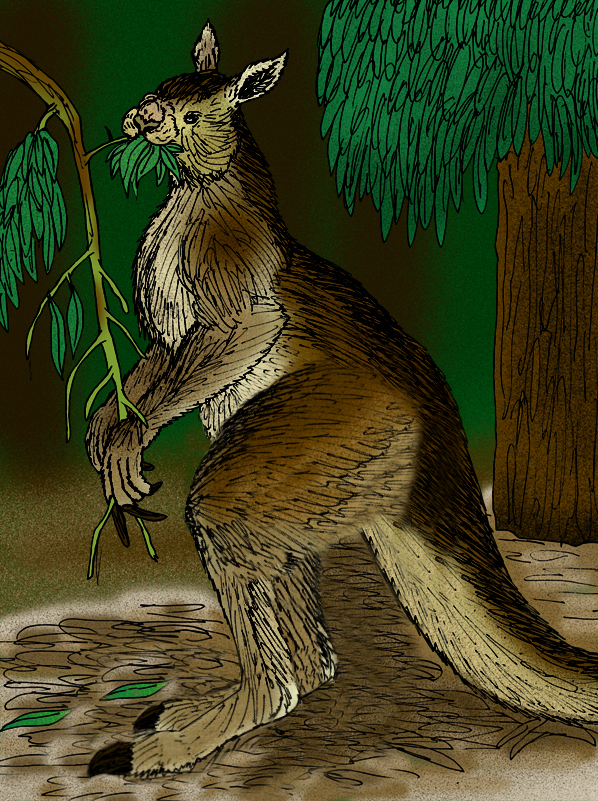
Procoptodon

## A

### Afrique du Sud
- Aachenosaurus
- Aardonyx
- Agriotherium (en)
- Algoasaurus
- Aliwalia
- Anchisaurus
- Ancylotherium
- Anguivenator[réf. nécessaire]
- Antetonitrus
- Anthodon
- Apatosuchus
- Arctognathus
- Arctops
- Aulacocephalodon (en)
- Batrachosuchus
- Blikanasaurus
- Bradysaurus
- Carcharocles megalodon
- Charassognathus
- Chasmatosaurus
- Chasmatosuchus (en)
- Cistecephalus
- Civilispiza[réf. nécessaire]
- Cynognathus
- Dicynodon
- Diictodon
- Dinofelis
- Endothiodon (en)
- Eocursor
- Equus quagga quagga
- Ericiolacerta
- Erythronasua[réf. nécessaire]
- Erythrosuchus
- Eucnemesaurus
- Euparkeria
- Euskelosaurus
- Fabrosaurus
- Galechirus
- Geranosaurus
- Gorgonops
- Gryponyx
- Heterodontosaurus
- Hippopotamus gorgops
- Jonkeria
- Kangnasaurus (en)
- Kannemeyeria
- Keratocephalus (en)
- Lanasaurus
- Ledumahadi
- Lesothosaurus
- Lycaenops
- Lycorhinus
- Lydekkerina
- Lystrosaurus
- Massospondylus
- Megalotragus
- Megantereon
- « Megapnosaurus »
- Mekosuchus
- Mesosaurus
- Milleretta
- Moschops
- Nqwebasaurus
- Panthera leo melanochaitus
- Paranthodon
- Pareiasaurus
- Procynosuchus
- Promissum
- Protosuchus
- Rhinesuchus
- Robertia
- Sauroctonus
- Syntarsus
- Tapinocephalus
- Thecodontosaurus
- Theropithecus brumpti (en)
- Thrinaxodon
- Titanosuchus
- Youngina

### Algérie
- Brachiosaurus
- Chebsaurus
- Elosuchus
- Gigantophis
- Megalosaurus
- Numidotherium
- Pelorovis
- Rebbachisaurus
- Spinosaurus
- Sauropoda
- Theropithecus brumpti (en)

### Allemagne
- Aachenosaurus
- Acanthodes (en)
- Aegialornis (en)
- Ailuravus (en)
- Altispinax
- Amphicyon
- Anchitherium
- Anurognathus
- Archaeopteryx
- Archegosaurus
- Ardeosaurus
- Arthropleura
- Aspidorhynchus
- Avipes
- Batrachotomus
- Becklespinax
- Blezingeria
- Campylognathoides
- Chalicotherium
- Coelodonta
- Coelurosauravus
- Compsognathus
- Cryptovenator
- Contectopalatus
- Ctenochasma
- Cyamodus
- Cyclotosaurus
- Cycnorhamphus
- Cymbospondylus
- Cynodictis
- Dakosaurus
- Deinotherium
- Dimetrodon
- Dipnorhynchus
- Dipterus
- Dolichosuchus
- Dollodon
- Dorygnathus
- Drepanaspis
- Edaphosaurus
- Efraasia
- Elephas antiquus
- Emausaurus
- Eomanis
- Eomys (en)
- Ernanodon (en)
- Eurhinosaurus
- Europasaurus
- Eurotamandua
- Gastornis
- Gemuendina
- Geosaurus
- Germanodactylus
- Gnathosaurus
- Godinotia
- Gomphotherium
- Goniopholis
- Griphognathus (en)
- Halticosaurus
- Haptodus
- Haramiya (en)
- Helicoprion
- Henodus
- Hypsocormus (en)
- Ichthyosaurus
- Iguanodon
- Ischyodus (en)
- Jaekelopterus
- Jagorina (en)
- Janassa (en)
- Juravenator
- Kopidodon
- Leedsichthys
- Leptictidium
- Leptolepis (en)
- Liliensternus
- Liopleurodon
- Mammut borsoni (en)
- Mammuthus trogontherii
- Mastodonsaurus
- Megaloceros
- Metriorhynchus
- Miacis
- Moythomasia (en)
- Nothosaurus
- Ohmdenosaurus
- Palaeoniscum
- Palaeobatrachus (en)
- Panthera gombaszoegensis
- Parapsicephalus (en)
- Pelagosaurus
- Pholidocercus (en)
- Pholidophorus
- Pistosaurus
- Placochelys
- Plateosaurus
- Plesiosaurus
- Pleurosaurus
- Pristichampsus
- Procompsognathus
- Proganochelys
- Propalaeotherium
- Protorosaurus
- Pterodactylus
- Rhamphorhynchus
- Rhomaleosaurus
- Ruehleia
- Rutiodon
- Sellosaurus
- Steneofiber
- Stenopelix
- Stenopterygius
- Stensioella
- Strunius (en)
- Tanystropheus
- Temnodontosaurus
- Teratosaurus
- Thrissops
- Ursus spelaeus
- Wellnhoferia

### Angola
- Arsinoitherium
- Hippopotamus gorgops

### Antarctique
- Anatophoca[réf. nécessaire]
- Ankylosaurus
- Annatherapsidus
- Antarctopelta
- Anthropornis (en)
- Aspidorhynchus
- Cryolophosaurus
- Glacialisaurus
- Groenlandaspis
- Koolasuchus
- Llanocetus
- Lystrosaurus
- Osteolepis (en)
- Palaeeudyptes
- Pterygotus
- Taniwhasaurus
- Thrinaxodon
- Vegavis

### Arabie saoudite
- Afropithecus
- Gazella psolea (en)

### Argentine
- Abelisaurus
- Achillesaurus
- Adinotherium (en)
- Aeolosaurus
- Aerosteon
- Agustinia
- Alnashetri
- Alvarezsaurus
- Amargasaurus
- Amargatitanis
- Amygdalodon
- Anabisetia
- Andalgalornis
- Andesaurus
- Aniksosaurus
- Antarctosaurus
- Argentavis
- Argentinosaure
- Argyrolagus
- Argyrosaurus
- Astrapotherium
- Aucasaurus
- Avisaurus
- Baurusuchus
- Bayosaurus
- Bonatitan
- Bonitasaura
- Borhyaena
- Brachytrachelopan
- Brontornis
- Buitreraptor
- Campylodoniscus
- Carnotaurus
- Carodnia
- Cathartesaura
- Cerdocyon avius
- Chapalmalania
- Chubutisaurus
- Cladosictis
- Coloradisaurus
- Comahuesuchus
- Condorraptor
- Cuvieronius
- Cynognathus
- Dakosaure
- Devincenzia
- Diadiaphorus
- Didolodus
- Doedicurus
- Ekrixinatosaurus
- Enantiornis
- Eocardia
- Eoraptor
- Epachthosaurus
- Ephippiosaure
- Exaeretodon
- Futalognkosaurus
- Gasparinisaura
- Genyodectes
- Geosaure
- Giganotosaure
- Glyptodon
- Gracilisuchus
- Hapalops
- Herbstosaure
- Herrerasaurus
- Homalodotherium
- Ichthyornis
- Iguanodon
- Ilokelesia
- Ischigualastia
- Kannemeyeria
- Kentriodon
- Kritosaure
- Lagosuchus
- Laplatasaure
- Lessemsaure
- Levipodus
- Ligabueino
- Ligabuesaure
- Limaysaure
- Loncosaure
- Macrauchenia
- Madtsoia
- Mapusaure
- Marasuchus
- Massetognathus
- Massospondylus
- Megalosaure
- Megarachne
- Megaraptor
- Mégathérium
- Mendozasaurus
- Mergaraptor
- Mesembriornis
- Metriorhynchus
- Mortipinguis
- Mussaurus
- Muyelensaurus
- Necrolestes
- Neuquenornis
- Neuquenraptor
- Neuquensaurus
- Noasaurus
- Nopcsaspondylus
- Notoceratops
- Notohypsilophodon
- Notostylops
- Notosuchus
- Notovenator
- Ophthalmosaurus
- Pachyrukhos
- Patagonykus
- Patagopteryx
- Patagosaurus
- Pelagocorax
- Pellegrinisaurus
- Peltephilus
- Pholidophorus
- Phorusrhacos
- Piatnitzkysaurus
- Pisanosaurus
- Plateosaurus
- Presbyornis
- Promegatherium
- Proterochampsa
- Protypotherium
- Psilopterus
- Pteranodon
- Pterodaustro
- Puertasaurus
- Puntanipterus
- Pyrotherium
- Quilmesaurus
- Rayososaurus
- Rhynchippus
- Rinconsaurus
- Riojasaurus
- Rocasaurus
- Saltasaurus
- Saurosuchus
- Scarrittia
- Scelidotherium
- Secernosaurus
- Smilodon
- Soroavisaurus
- Stegomastodon
- Tehuelchesaure
- Thesodon
- Thoatherium
- Thomashuxleya
- Thylacosmilus
- Titanomachya
- Titanosaurus
- Toxodon
- Tralkasaurus
- Tremacebus
- Trigonostylops
- Tyrannotitan
- Unenlagia
- Unquillosaurus
- Velocisaurus
- Venaticosuchus (en)
- Vieraella
- Volkheimeria
- Xenotarsosaurus
- Zapalasaurus
- Zupaysaurus

### Australie

#### Australie-Méridionale
- Dickinsonia
- Kakuru
- Praecambridium
- Procoptodon
- Tétraptera
- Tribrachidium
- Wakaleo

#### Australie occidentale
- Bicornis
- Bullockornis
- Ctenurella
- Dipnorhynchus
- Euclasaure
- Gogonasus
- Liasis
- Materpiscis
- Microcedunasaure
- Moythomasia
- Ozraptor
- Procoptodon
- Rolfosteus
- Saurocetus
- Simosthenurus
- Tanamisaure
- Tétraptera
- Thylacine
- Thylacoleo
- Wonambi

#### Île Lord Howe
- Meiolania

#### Île Norfolk
- Microfaustus

#### Nouvelle-Galles du Sud

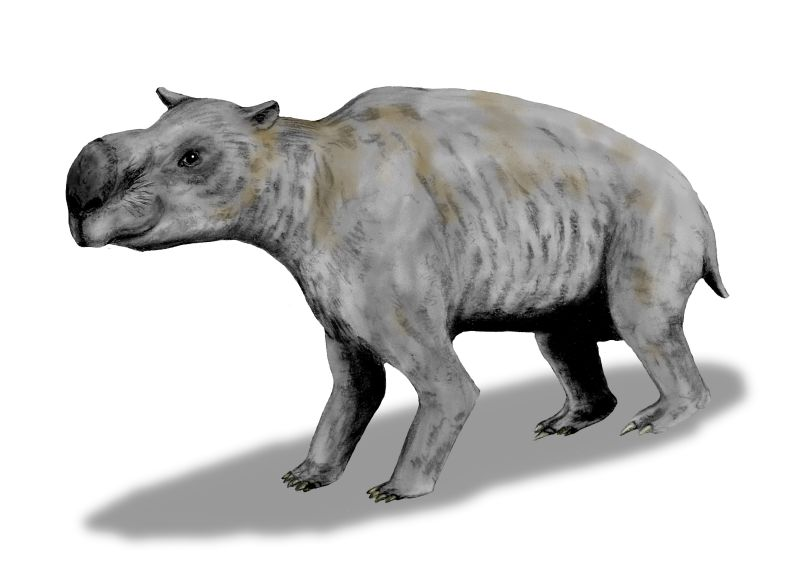
Diprotodon

- Diprotodon
- Fulgurotherium
- Gooloogongia
- Groenlandaspis
- Kollikodon
- Leptolepis
- Mandageria
- Muttaburrasaure
- Procoptodon
- Rapator
- Rhynchoraptor
- Steropodon
- Tylacoléo
- Walgettosuchus
- Woolungasaurus

#### Queensland

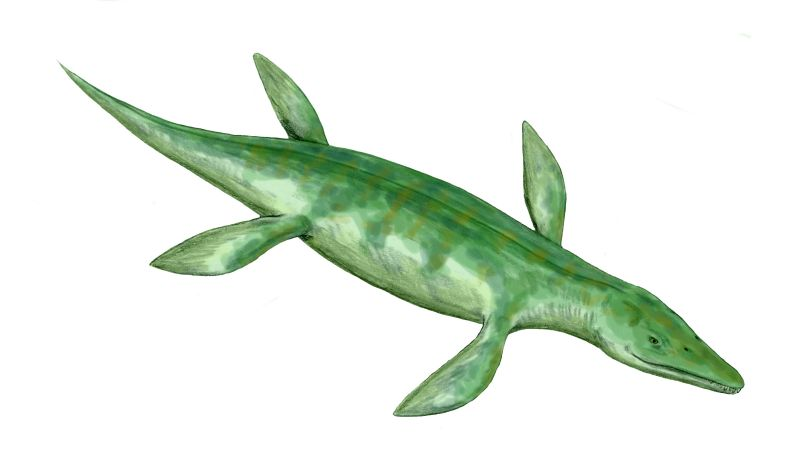
Kronosaurus

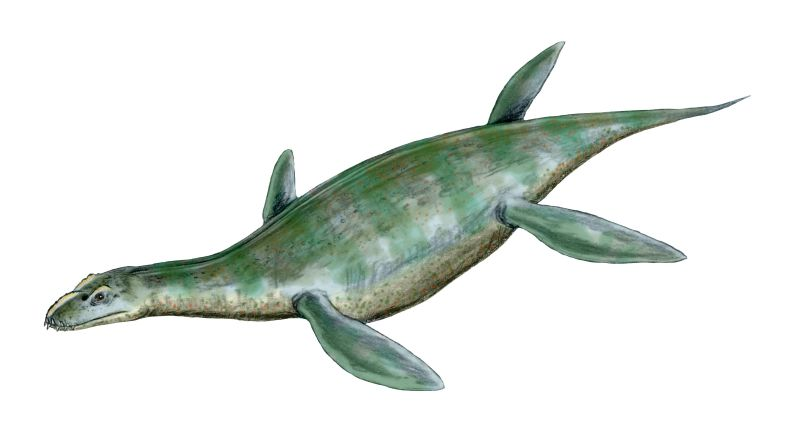
Umoonasaurus

- Alamitophis
- Anhanguera
- Aussiedraco
- Australonyctéris
- Australopachycormus
- Austrosaurus
- Bananabendersaure
- Bensenochelys
- Bouliachelys
- Brachipposidéros
- Branchiorectum
- Canaryichthys
- Chulpasia
- Cooyoo
- Cratochelone
- Dendrosauroides
- Dugaldia
- Ekaltadeta
- Euroka
- Eromangasaurus
- Euryzygoma
- Flexiraptor
- Flindersichthys
- Genyornis
- Haliskia
- Kronosaure
- Kunbarrasaurus
- Liasis
- Mantateuthis
- Marathonichthys
- Megalania
- Meiolania
- Minmi
- Mosmania
- Muttaburrasaurus
- Mythunga
- Nanantius
- Neeyambaspis
- Nimbacinus
- Nimiokoala
- Ninjemys
- Notochelone
- Obdurodon
- Pachyrhizodus
- Paracyclotosaure
- Pituriaspida
- Pituriaspis
- Platypterygius
- Procoptodon
- Quinkana
- Ranotolpa
- Rhoétosaure
- Thapunngaka
- Tingamarra
- Trichosaure
- Tylacoléo
- Umoonasaurus
- Wakaleo
- Walgettosuchus
- Worgan
- Yalkaparidon
- Yarala

#### Tasmanie
- Dromaius
- Megalibgwilia
- Thylacine
- Yerao

#### Territoire du Nord
- Arandaspis
- Babtomonotrenus
- Baru
- Dasplétosaure
- Hexacornis
- Ilbandornis
- Kalopsis
- Liasis
- Nimbacinus
- Quinkana
- Tanamisaure
- Thylacine
- Tribrachidium
- Wakaleo

#### Victoria
- Acanthodes
- Allosaurus
- Atlascopcosaure
- Cératodromeus
- Chimerasaure
- Diprotodon
- Dromornis
- Gallionyx
- Gymnorhina
- Janjucetus
- Koolasuchus
- Leaellynasaura
- Palorchestes
- Quantassaure
- Serendipaceratops
- Teinolophos
- Timimus
- Tylacoléo
- Zygomaturus

### Autriche
- Anchitherium
- Arcetes
- Austriadactylus
- Bos
- Gavialosuchus
- Gomphotherium
- Iguanodon
- Kentriodon
- Leptolepis
- Megalosaure
- Mochlodon
- Rhabdodon
- Struthiosaure
- Ursus spelaeus
- Zalmoxes

## B

### Bahamas
- Tyto pollens

### Belgique
- Aglaocetus
- Altispinax
- Amiopsis
- Amphicetus
- Arduennella
- Balaenotus
- Bernissartia
- Carinodens
- Cetotherium
- Champsosaurus
- Ciliopagurus obesus
- Coelodonta
- Craspedodon
- Cummingella
- Cyrtospirifer
- Dollodon
- Dormaalocyon
- Dunkleosteus
- Eostegostoma
- Eurhinodelphis
- Gastornis
- Globidens
- Gracilocyon
- Hainosaurus
- Herpetocetus
- Hylaeobatrachus
- Iguanodon
- Kentriodon
- Langlieria
- Mammouth
- Megalosaurus
- Mosasaurus
- Myotis belgicus
- Palaeobatrachus
- Platecarpus
- Plesiocetus
- Pteraspis
- Pycnodus
- Scaldicetus
- Strudiella
- Ursus spelaeus

### Biélorussie
- Orthoceras

### Birmanie
- Stégodon

### Bolivie
- Branisella
- Glyptodon
- Macrauchenia
- Mégathérium
- Sacabambaspis

### Bosnie-Herzégovine
- Hemicyon (en)

### Botswana
- Hippopotamus

### Brésil
- Adamantinasuchus
- Adamantisaurus
- Amazonsaurus
- Angaturama
- Anhanguera
- Antarctosaurus
- Araridactylus
- Araripesaurus
- Archaeolycorea ferreirai
- Arthurdactylus
- Australerpeton
- Austrobrontus
- Baurutitan
- Brasileodactylus
- Capistorhynchus
- Cearadactylus
- Coloborhynchus
- Durocephalus
- Exaeretodon
- Glyptodon
- Gondwanatitan
- Guaibasaurus
- Guarinisuchus
- Irritator
- Karamuru
- Kwatisuchus
- Ludodactylus
- Madtsoia
- Mariliasuchus
- Maxakalisaure
- Mésosaure
- Microstrigosaure
- Mirischia
- Montealtosuchus
- Néogondwanathérium
- Ornithocheirus
- Pacifonyx
- Papillotyrannus
- Paraphysornis
- Prestosuchus
- Prionosuchus
- Pycnonemosaure
- Santanaraptor
- Sarcosuchus
- Saturnalia
- Scaphonyx
- Scatornis
- Stahleckeria
- Staurikosaurus
- Stegomastodon
- Strigosaure
- Tapejara
- Teyuwasu
- Thalassodromeus
- Trigonosaure
- Tropeognathus
- Tupandactylus
- Tupuxuara
- Uberabasuchus
- Unaysaurus
- Vampyrana

## C

### Cambodge
- Laosaurus
- Nothosaurus
- Titanosaurus

### Canada

#### Alberta
- Albertaceratops
- Albertonykus
- Albertosaurus
- Alphadon
- Anatosaurus
- Anchiceratops
- Ankylosaurus
- Arrhinoceratops
- Atrociraptor
- Brachyceratops
- Brachylophosaurus
- Caenagnathasia
- Centrosaurus
- Champsosaurus
- Chasmosaurus
- Chirostenotes
- Cionodon
- Colepiocephale
- Corythosaurus
- Cryodrakon
- Daspletosaurus
- Diclonius
- Dromaeosaurus
- Dromiceiomimus
- Dyoplosaurus
- Edmontonia
- Edmontosaurus
- Elmisaurus
- Eotriceratops
- Euoplocephalus
- Gorgosaurus
- Gravitholus
- Gryphoceratops
- Gryposaurus
- Hadrosaurus
- Hanssuesia
- Hypacrosaurus
- Ichthyornis
- Ichthyosaurus
- Kritosaurus
- Lambeosaurus
- Laosaurus
- Leidyosuchus
- Leptoceratops
- Monoclonius
- Ornatotholus
- Ornithomimus
- Pachycephalosaurus
- Pachyrhinosaurus
- Panoplosaurus
- Parasaurolophus
- Parksosaurus
- Paronychodon
- Plioplatecarpus
- Prosaurolophus
- Ptilodus
- Saurolophus
- Saurornitholestes
- Stegoceras
- Stenonychosaurus
- Struthiomimus
- Styracosaurus
- Thanatotheristes
- Thescelosaurus
- Triceratops
- Troodon
- Tyrannosaurus rex

#### Colombie-Britannique
- Agkistrognathus
- Amiskwia
- Anomalocaris
- Banffia
- Burgessia
- Canadapsis
- Hallucigenia
- Leanchoilia
- Marella
- Naraoia
- Nectocaris
- Odontacola
- Opabinia
- Paralonectes
- Parvancorina
- Pikaia
- Sanctacaris
- Shonisaurus
- Sidneyia
- Thalattosaurus
- Thescelosaurus
- Waptia
- Wiwaxia
- Yohoia

#### Île-du-Prince-Édouard
- Bathygnathus

#### Manitoba
- Hesperornis
- Isotelus
- Lunataspis
- Platecarpus

#### Nouvelle-Écosse
- Ammosaurus
- Anchisaurus
- Archaeothyris
- Arthropleura
- Hylonomus
- Mammut americanum
- Paleothyris
- Protosuchus
- Scutellosaurus

#### Nunavut
- Arctosaurus
- Romundina
- Tiktaalik

#### Ontario
- Isotelus

#### Québec
- Astraspis
- Eusthenopteron
- Grand Pingouin
- Isotelus
- Quebecius

#### Saskatchewan
- Alphadon
- Ankylosaurus
- Caenagnathasia
- Chalicotherium
- Chirostenotes
- Dinictis
- Dolichorhynchops
- Hesperocyon
- Hypohippus
- Hyracodon
- Ichthyornis
- Lambéosaure
- Leidyosuchus
- Pronghorn
- Ptilodus
- Saurornitholestes
- Terminonatator
- Thescelosaurus
- Tricératops
- Troodon
- Tyrannosaure rex

#### Terre-Neuve-et-Labrador
- Grand Pingouin

#### Territoire du Nord-Ouest
- Hesperornis
- Lambéosaure
- Platecarpus

#### Yukon
- Arctodus
- Panthera leo

### Chili
- Antarctosaurus
- Domeykosaure
- Geosaure
- Gonkoken
- Leedsichtys
- Liopleurodon
- Metriorhynchus
- Neogaeornis
- Ophthalmosaure

### Chine
- Abrosaurus
- Agilisaurus
- Agriotherium (en)
- Akidolestes
- Alectrosaurus
- Alxasaurus
- Ambiortus
- Amurosaurus
- Anchiornis
- Anchitherium
- Angustinaripterus
- Annatherapsidus
- Anomalocaris
- Anshunsaurus
- Archaeoceratops
- Archaeoraptor
- Archaeornithomimus
- Archaeotherium
- Asiaceratops
- Asiatosaure
- Auroraceratops
- Aurornis
- Avimimus
- Bactrosaurus
- Banffia
- Barbarovenator
- Barracudasaurus
- Beipiaopterus
- Beipiaosaure
- Bellusaure
- Bienosaure
- Boluochia
- Borealosaurus
- Boreopterus
- Brachiocératops
- Bystrowiana
- Caprogallus
- Castorocauda
- Cathayornis
- Caudipteryx
- Chalicotherium
- Changchengornis
- Changchunsaure
- Changtusaure
- Chaohusaurus
- Chaoyangia
- Chaoyangoptérus
- Chaoyangsaurus
- Charonosaurus
- Chasmatosaurus
- Chasmatosuchus (en)
- Chialingosaure
- Chiayusaure
- Chilantaisaure
- Chimaerasuchus
- Chingkankousaure
- Chinshakiangosaure
- Chuandongocoelurus
- Chuanjiésaure
- Chungkingosaure
- Coelodonta
- Concavispina
- Confuciusornis
- Crichtonsaure
- Cryptovolans
- Cuspirostrisornis
- Daanosaure
- Dachungosaure
- Dalianraptor
- Dashampusaure
- Datousaure
- Dendrorhynchoides
- Didazoon
- Dilong
- Dilophosaure
- Dinocéphalosaure
- Dinofelis
- Dongbeititan
- Dsungaripterus
- Elanodactylus
- Elasmotherium
- Eobothus
- Eocathayornis
- Eoenantiornis
- Epidendrosaurus
- Equijubus
- Erliansaurus
- Ernanodon
- Eshanosaure
- Eucladoceros
- Eugongbusaure
- Euhelopus
- Falcarius
- Feilongus
- Forfexicaris
- Fujianvenator
- Furcicératops
- Fusuisaure
- Gansus
- Gasosaure
- Gigantopithecus
- Gigantspinosaure
- Gilmoreosaurus
- Gobisaure
- Gobititan
- Gongbusaure
- Gongxianosaurus
- Guanlong
- Haikouella
- Haikouichthys
- Hanwulosaure
- Haopterus
- Heilongjiangosaure
- Helicoprion
- Hemicyon (en)
- Hexinlusaure
- Heyuannia
- Homalocéphale
- Homotherium
- Honanotherium
- Hongshanornis
- Hongshanosaure
- Huabeisaure
- Huanghetitan
- Huanhepterus
- Huaxiagnathus
- Huaxiapterus
- Huayangosaure
- Hyaenodon
- Hyphalosaurus
- Hyrachyus
- Ibidoraptor
- Incisivosaure
- Indricotherium
- Istiodactylus
- Jaxartosaure
- Jeholornis
- Jeholodens
- Jeholopterus
- Jeholosaure
- Jiangjunosaure
- Jiangshanosaure
- Jiangxia
- Jibeinia
- Jinfengopteryx
- Jingshanosaure
- Jinzhousaure
- Jixiangornis
- Kaijiangosaure
- Kannemeyeria
- Klamelisaure
- Lajishanaspis
- Lancanjiangosaure
- Lanzhousaurus
- Liaoceratops
- Liaoningia
- Liaoningopteryx
- Liaoningornis
- Liaoningosaure
- Liaoxiornis
- Lipotes vexillifer
- Longipteryx
- Longirostravis
- Lotosaurus
- Luanchuanraptor
- Lufengosaure
- Lukousaure
- Lystrosaure
- Magnirostris
- Mammuthus sungari
- Mandschurosaure
- Megacervixosaurus (es), nomen nudum
- Mégalocéros
- Mei
- Metamynodon (en)
- Microcératops, nom remplacé par Microceratus
- Microhadrosaure
- Micropachycéphalosaure
- Microraptor
- Mifunesaure
- Miodentosaurus
- Misszhouia
- Mixosaure
- Mokulongia[réf. nécessaire]
- Monkonosaure
- Monolophosaure
- Morganucodon
- Myllokunmingia
- Nanshiungosaurus
- Nanyangosaure
- Neimongosaure
- Nemegtomaia
- Noripterus
- Nothosaure
- Nurhachius
- Nurosaure
- Occacaris
- Omeisaure
- Omnivoropteryx (en), possible Sapeornis
- Opabinia
- Orientognathus
- Ornithomimus
- Pachycrocuta
- Pangupterus
- Parapeytoia
- Pedopenna
- Penelopognathus
- Phaedrolosaurus
- Photor
- Pinacosaure
- Platéocéros
- Plésictis
- Pristichampsus
- Probactrosaurus
- Prodeinodon
- Protarchaeopteryx
- Protocératops
- Protognathosaure
- Protopteryx
- Psarolepis
- Pseudoraptor
- Psittacosaure
- Pterorhynchus
- Qianosuchus
- Qinlingosaure
- Repenomamus
- Sahaliyania
- Sapeornis
- Sarkastodon
- Saurolophus
- Scansoriopteryx
- Scélidosaure
- Seismocératops
- Shanag
- Shansisuchus
- Shansithérium
- Shantungosaure
- Shanxia
- Shenzhouraptor
- Shenzhousaure
- Shixinggia
- Shuangmiaosaure
- Shunosaurus
- Shuvosaurus
- Sichuanosuchus
- Siluosaure
- Similicaudipteryx
- Sinobelemnites
- Sinocalliopteryx
- Sinochelys
- Sinodelphys
- Sinohippus
- Sinokennemeyeria
- Sinomastodon
- Sinonyx
- Sinopterus
- Sinornis
- Sinornithoides
- Sinornithosaurus
- Sinosauropteryx
- Sinosaurus
- Sinosuchus
- Sinovenator
- Sinraptor
- Sonidosaurus
- Stégodon
- Struthio wimani
- Suzhousaurus
- Szechuanosaurus
- Tanius
- Tatisaure
- Thérizinosaure
- Tianchisaure
- Tianzhenosaure
- Tienshanosaure
- Tochisaure
- Tsintaosaurus
- Tuojiangosaure
- Tyrannosaure rex
- Vetulicola
- Volaticotherium
- Wanhuaia
- Wannanosaurus
- Wuerhosaurus
- Xianglong
- Xiaosaure
- Xidazoon
- Xinjiangovenator
- Xinpusaurus
- Xuanhanosaurus
- Xuanhuaceratops
- Yandangornis
- Yandusaurus
- Yangchuanosaurus
- Yanoconodon
- Yanornis
- Yimenosaurus
- Yingshanosaure
- Yinlong
- Yixianornis
- Yixianosaure
- Yuanmousaure
- Yunnanosaurus
- Yunnanozoon
- Zhangheotherium
- Zhejiangopterus
- Zhejiangosaurus
- Zhenyuanopterus
- Zhongyuansaure
- Zhuchengosaure
- Zizhongosaurus

### Colombie
- Antarctosaurus
- Callawagasaure
- Cerdocyon
- Granastrapotherium
- Kronosaure

### Chypre
- Elephas falconeri
- Hippopotamus

### Corée du Nord
- Proornis
- Sinohippus

### Corée du Sud
- Brachiosaure
- Chiayusaure
- Deinonychus
- Kentriodon
- Pukyongosaure
- Sinohippus
- Ultrasaurus

### Costa Rica
- Desmostylus

### Croatie
- Histriasaure
- Ursus spelaeus

### Cuba
- Acratocnus
- Buteogallus Borrasi
- Cacibupteryx
- Geosaure
- Habanocnus
- Insulonychus
- Megalocnus
- Ornimegalonyx

## D

### Danemark
- Aigialosuchus
- Baculites
- Cremnoceramus
- Dagonodum
- Dromaeosauroides
- Eosphargis
- Forficula paleocaenica
- Gryphaea
- Hungarosepia
- Inoceramus
- Palaeophis
- Protozeus
- Septencoracias
- Toragnostus
- Trinodus
- Westergaardodina
- Ypresiomyrma

## E

### Égypte
- Aegyptopithecus
- Aegyptosaurus
- Anthracotherium
- Apidium
- Arsinoitherium
- Bahariasaure
- Barytherium
- Basilosaurus
- Bennumimus[réf. nécessaire]
- Bensenochelys[réf. nécessaire]
- Bos
- Bothriogenys (en)
- Carcharodontosaure
- Dicraeosaurus
- Dorudon
- Dryosaure
- Elaphrosaurus
- Elosuchus
- Erectopus
- Gigantophis
- Hippopotamus
- Majungatholus
- Megalosaure
- Megistotherium
- Moeritherium
- Mokelesaure[réf. nécessaire]
- Palaeomastodon
- Panthera leo
- Paralititan
- Phiomia (en)
- Prolibytherium
- Propliopithecus
- Spinosaure
- Stomatosuchus
- Witwatia (en)

### Émirats arabes unis
- Archaeopotamus (en)
- Ardea bennuides

### Espagne
- Acanthodes
- Allodaposuchus
- Ampelomeryx
- Anchitherium
- Aragosaurus
- Azhdarcho
- Baryonyx
- Birgerbohlinia
- Bos
- Cainotherium
- Coelodonta
- Concavenator corcovatus
- Concornis
- Dacentrurus
- Elephas antiquus
- Eoalulavis
- Eomys
- Eucladoceros
- Galvéosaure
- Goniopholis
- Grossius
- Hemicyon
- Hypsélosaure
- Hypsilophodon
- Iberomesornis
- Iguanodon
- Koutalisaure
- Lariosaurus
- Lirainosaure
- Losillasaure
- Machairodus
- Madtsoia
- Mammuthus meridionalis
- Nuralagus
- Pachycrocuta
- Panthera gombaszoegensis
- Pararhabdodon
- Pelecanimimus
- Pierolapithecus
- Pristichampsus
- Protathlitis
- Rhabdodon
- Riojavenatrix
- Rupricapranser
- Sinohippus
- Stréphanorhinus
- Telmatosaure
- Theropithecus
- Titanosaure
- Turiasaure
- Ursus spelaeus
- Vallibonavenatrix

### Estonie
- Dartmuthia
- Orthoceras
- Trémataspis

### États-Unis

#### Alabama
- Appalachisaure
- Basilosaure
- Enchodus
- Globidens
- Ichthyornis
- Lophorhothon
- Ornithomimus
- Platecarpus
- Plioplatecarpus
- Ptéranodon
- Xiphactinus

#### Alaska
- Alaskacephale
- Albertosaure
- Anchicératops
- Arctodus
- Bison antiquus
- Boréonychus
- Castoroides ohioensis
- Dromaeosaure
- Edmontonia
- Edmontosaure
- Hadrosaure
- Hydrodamalis gigas
- Kritosaure
- Lambéosaure
- Mammut americanum
- Mammuthus primigenius
- Mixosaure
- Pachycéphalosaure
- Pachyrhinosaure
- Paleoparadoxia
- Panthera leo
- Saurornitholestes
- Thescelosaurus
- Troodon
- Tyrannosaure rex

#### Arizona
- Allosaurus
- Ammosaurus
- Aridovangaurda
- Arizonasaurus
- Astraspis
- Camposaurus
- Capromeryx
- Chasmaporthetes
- Chindesaurus
- Coélophysis
- Cuvieronius
- Dilophosaure
- Hesperosuchus
- Krzyzanowskisaure
- Massospondylus
- Mégapnosaure
- Orthacanthus
- Placerias
- Platéosaure
- Plesiadapis
- Poposaure
- Pronghorn
- Prosalirus
- Protosuchus
- Revueltosaure
- Rhamphinion
- Rutiodon
- Scélidosaure
- Scutellosaurus
- Ségisaure
- Sonorasaure
- Staurikosaurus
- Syntarsus
- Ténontosaure
- Tératornis
- Trilophosaurus
- Tyrannosaure rex

#### Arkansas
- Arkansaure
- Cervalces
- Dasypus bellus

#### Californie
- Aiolornis
- Aletopelta
- Annulocéras
- Arcetes
- Archaeocyon
- Arctodus
- Barbourofelis
- Californosaurus
- Camelops
- Canis dirus
- Capromeryx
- Chendytes
- Chtuluproles
- Desmatophoca
- Desmostylus
- Dunkleosteus
- Enaliarctos
- Enchodus
- Epigaulus
- Euceratherium
- Eurhinodelphis
- Glossotherium
- Gomphotaria
- Hipparion
- Hoplophoneus
- Hydrodamalis gigas
- Hydrotherosaure
- Hypohippus
- Ilingoceros
- Imagotaria
- Kentriodon
- Macrodelphinus
- Mammut americanum
- Mammuthus columbi
- Mammuthus exilis
- Mammuthus imperator
- Marepsittacus
- Merriamoceros
- Mesocyon
- Morenosaure
- Moropus
- Nectosaurus
- Ostéodontornis
- Palaeotrionyx
- Paleoparadoxia
- Panthera leo
- Pelaganserus
- Platygonus
- Pliopedia
- Pronghorn
- Rhynchothérium
- Saurolophus
- Sespia
- Shastocéras
- Smilodon
- Tératornis
- Thalattosaurus
- Valenictus

#### Caroline du Nord
- Dryptosaure
- Gavialosuchus
- Hadrosaure
- Hypsibema
- Lophorhothon
- Mécistotrachelus
- Ornithomimus
- Pékinosaure
- Rutiodon
- Trachodon

#### Caroline du Sud
- Inermorostrum
- Neochoerus

#### Colorado
- Aepycamelus
- Allosaurus
- Amebelodon
- Amphicoelias
- Apatosaure
- Archaeotherium
- Astraspis
- Atlantosaure
- Aublysodon
- Barosaure
- Brachiosaure
- Camarasaure
- Camptosaure
- Cératosaure
- Cératosuchus
- Cionodon
- Claosaurus
- Denversaure
- Dinictis
- Diplodocus
- Dryosaure
- Edmontonia
- Edmontosaure
- Enchodus
- Epanterias
- Eusmilus
- Fruitafossor
- Gastornis
- Goniopholis
- Haplocanthosaurus
- Haptodus
- Hypohippus
- Leidyosuchus
- Marshosaurus
- Mesadactylus
- Mesocyon
- Mymoorapelta
- Nanosaure
- Nimravus
- Ornithomimus
- Othnielia
- Pachycéphalosaure
- Platecarpus
- Plesiadapis
- Presbyornis
- Pristichampsus
- Procamélus
- Protylopus
- Ptilodus
- Stégosaure
- Stylinodon
- Supersaure
- Theiophytalia
- Titanotylopus
- Torvosaure
- Tricératops
- Tyrannosaure rex
- Ultrasauros

#### Connecticut
- Ammosaurus
- Anchisaurus
- Coélophysis
- Erpetosuchus

#### Dakota du Nord
- Archaeocyon
- Archaeotherium
- Brachycrus
- Dinictis
- Edmontosaure
- Elomeryx
- Eusmilus
- Hesperocyon
- Hyracodon
- Ischyodus
- Leidyosuchus
- Nimravus
- Platygonus
- Plioplatecarpus
- Ptilodus
- Richardoestesia
- Stygimoloch
- Wannaganosuchus

#### Dakota du Sud
- Allosaurus
- Archaeocyon
- Archaeotherium
- Archelon
- Barosaure
- Brachycrus
- Brontotherium
- Bugenasaura
- Camptosaure
- Diclonius
- Dinictis
- Dinohyus
- Dracorex
- Edmontonia
- Elomeryx
- Eporeodon
- Eusmilus
- Globidens
- Hadrosaure
- Hesperocyon
- Hoplitosaure
- Hypohippus
- Hypsilophodon
- Hyracodon
- Iguanodon
- Leidyosuchus
- Merycoidodon
- Mesocyon
- Metamynodon (en)
- Mosasaure
- Nimravus
- Orcomimus
- Ornatotholus
- Oxydactylus
- Pachycéphalosaure
- Panoplosaure
- Philotrox
- Planicoxa
- Platygonus
- Plioplatecarpus
- Poebrotherium
- Pronghorn
- Protocéras
- Protostega
- Ptéranodon
- Stygimoloch
- Stylemys
- Subhyracodon
- Thespesius
- Torosaure
- Tricératops
- Tylosaurus
- Tyrannosaure rex

#### Delaware
- Hemicyon (en)

#### Floride
- Anchitherium
- Capromeryx
- Carcharosaure
- Castoroides ohioensis
- Conuropsis
- Cuvieronius
- Gavialosuchus
- Hexameryx
- Hypohippus
- Kentriodon
- Laticanatis
- Mammut americanum
- Mammuthus columbi
- Mégalodon
- Neochoerus
- Panthera leo
- Parahippus
- Phorusrhacos
- Tératornis
- Titanis

#### Géorgie
- Appalachisaure
- Enchodus
- Gavialosuchus
- Mammuthus columbi
- Xiphactinus

#### Hawaii
- Chelychelynechen
- Chtuluproles
- Ptaiochen
- Thambetochen

#### Idaho
- Equus Simplicidens
- Hypohippus
- Panthera leo
- Ténontosaure

#### Illinois
- Acanthodes
- Arthrolycosa
- Arthropleura
- Castoroides ohioensis
- Cobelodus
- Dasypus bellus
- Eoscorpius
- Euceratherium
- Stethacanthus
- Tullimonstrum

#### Indiana
- Castoroides ohioensis
- Dasypus bellus
- Mammut americanum
- Potamornis
- Teleoceras

#### Iowa
- Cervalces
- Cobelodus
- Dasypus bellus
- Stethacanthus

#### Kansas
- Acanthodes
- Apatornis
- Archaéovenator
- Baptornis
- Brachauchenius
- Capromeryx
- Claosaurus
- Clidastes
- Cretoxyrhina
- Dolichorhynchops
- Elasmosaure
- Enchodus
- Globidens
- Gomphotherium
- Hesperornis
- Hypohippus
- Ianthasaure
- Ichthyornis
- Niobrarasaure
- Nodosaure
- Nyctosaurus
- Parahéspérornis
- Platecarpus
- Plioplatecarpus
- Plotosaure
- Proterogyrinus
- Protosphyraena
- Protostega
- Ptéranodon
- Silvisaure
- Squalicorax
- Styxosaure
- Titanotylopus
- Trinacromerum
- Xiphactinus

#### Kentucky
- Cervalces
- Mammut americanum

#### Louisiane
- Basilosaure
- Mammut americanum
- Mammuthus columbi

#### Maine
- Grand Pingouin
- Mammut americanum

#### Maryland
- Acrocanthosaurus
- Allosaurus
- Astrodon
- Capitalsaure
- Coelurus
- Dryptosaure
- Kentriodon
- Magulodon
- Ornithomimus
- Pleurocoelus
- Presbyornis
- Priconodon
- Struthiomimus
- Ténontosaure

#### Massachusetts
- Anchisaurus
- Podokesaurus

#### Michigan
- Mammut americanum
- Hexagonaria (Pierre de Petoskey)

#### Minnesota
- Pronghorn

#### Mississippi
- Basilosaure
- Enchodus
- Platecarpus
- Plioplatecarpus
- Teilhardina magnolia
- Vancleavea
- Zygorhiza

#### Missouri
- Dasypus bellus
- Hypsibema
- Mammut americanum

#### Montana
- Achelousaurus
- Alamosaurus
- Albertaceratops
- Allosaurus
- Alphadon
- Amebelodon
- Anatotitan
- Ankylosaurus
- Archaeocyon
- Ariavis
- Aublysodon
- Avaceratops
- Avisaure
- Bambiraptor
- Belantsea
- Brachyceratops
- Brachycrus
- Brachylophosaure
- Bugenasaura
- Camarasaure
- Centrosaurus
- Cerasinops
- Champsosaurus
- Corythosaure
- Dasplétosaure
- Deinonychus
- Delphyodontos
- Diclonius
- Didelphodon
- Dinictis
- Diplodocus
- Dryptosaure
- Dysganus
- Edgarosaure
- Edmontonia
- Edmontosaure
- Einiosaurus
- Gorgosaure
- Gryposaurus
- Hadrosaure
- Hanssuesia
- Hesperocyon
- Hesperornis
- Hypacrosaure
- Hypohippus
- Kritosaure
- Lambéosaure
- Leptoceratops
- Lokiceratops
- Maïasaura
- Merriamoceros
- Microvenator
- Monoclonius
- Montanazhdarcho
- Montanoceratops
- Nanotyrannus
- Ornithomimus
- Orodromeus
- Oryctodromeus
- Pachycéphalosaure
- Palaéobatrachus
- Panoplosaure
- Pantolambda
- Parasaurolophus
- Paronychodon
- Planetetherium
- Platygonus
- Plesiadapis
- Prenoceratops
- Prochenéosaure
- Pronghorn
- Ptilodus
- Purgatorius
- Quetzalcoatlus
- Sauropelta
- Sphaerotholus
- Stethacanthus
- Stygimoloch
- Styracosaure
- Ténontosaure
- Thescelosaurus
- Torosaure
- Trachodon
- Tricératops
- Trigonias
- Troodon
- Tyrannosaure rex
- Zéphyrosaure

#### Nebraska
- Albertosaurus
- Amebelodon
- Amphicyon
- Archaeocyon
- Archaeotherium
- Arctodus
- Blastoméryx
- Brachycrus
- Brontops
- Brontotherium
- Capromeryx
- Cranioceras
- Cynodesmus
- Dinictis
- Dinohyus
- Enchodus
- Entelodon
- Eusmilus
- Hayocéros
- Hesperocyon
- Hesperornis
- Hypohippus
- Hyracodon
- Iguanodon
- Kalobatippus
- Merychippus
- Mesocyon
- Metamynodon (en)
- Miotapirus
- Moropus
- Nimravus
- Ostéoborus
- Oxydactylus
- Palaeocastor
- Platygonus
- Ptéranodon
- Sespia
- Stegomastodon
- Stenomylus
- Stylemys
- Syndyoceras
- Teleoceras
- Titanotylopus

#### Nevada
- Canadapsis
- Cymbospondylus
- Epigaulus
- Hypohippus
- Ilingoceros
- Leptoceratops
- Leptolepis
- Mixosaure
- Shonisaurus
- Tératornis

#### New Jersey
- Cervalces
- Cimoliasaure
- Diatryma
- Diplotomodon
- Dryptosaure
- Enchodus
- Gavialosuchus
- Hadrosaure
- Hypsognathus
- Hypuronector
- Icarosaure
- Kentriodon
- Ornithomimus
- Protosphyraena
- Struthiomimus

#### New York
- Carcinosoma
- Mammut americanum

#### Nouveau-Mexique
- Alamosaurus
- Albertosaurus
- Allosaurus
- Anasazisaurus
- Archeria
- Aublysodon
- Capromeryx
- Chamitataxus
- Champsosaurus
- Chasmosaurus
- Coélophysis
- Comanchesaure
- Corythosaure
- Dasypus bellus
- Diasparactus
- Diatryma
- Dimétrodon
- Dolabrosaure
- Dromomeron
- Ectoconus
- Effigia okeeffeae
- Eryops
- Glyptodontopelta
- Gojirasaurus
- Gorgosaure
- Hadrosaure
- Hemicyon
- Hesperosuchus
- Hypohippus
- Ichthyornis
- Kritosaure
- Krzyzanowskisaure
- Limnoscelis
- Mammuthus imperator
- Naashoibitosaurus
- Navahocéros
- Nodocéphalosaure
- Nothronychus
- Oedaleops
- Ornithomimus
- Osbornoceros
- Palaéoryctes
- Pantolambda
- Parasaurolophus
- Paronychodon
- Pentacératops
- Plesiadapis
- Poposaure
- Ptilodus
- Redondasaure
- Revueltosaure
- Rutiodon
- Seismosaurus
- Sphaerotholus
- Sphenacodon
- Stégocéras
- Tanystropheus
- Thecodontosaure
- Zuniceratops

#### Ohio
- Acheloma
- Arthropleura
- Cladoselache
- Coccosteus
- Ctenospondylus
- Diploceraspis
- Dunkleosteus
- Isotelus
- Keraterpeton
- Mammut americanum
- Mégalocéphalus
- Ophiderpeton
- Orthoceras
- Phlegethontia
- Stethacanthus

#### Oklahoma
- Acheloma
- Acrocanthosaurus
- Allosaure
- Apatosaure
- Astraspis
- Barosaure
- Camarasaure
- Cotylorhynchus
- Deinonychus
- Dicranurus
- Dimétrodon
- Edestus
- Eryops
- Macroleter
- Oromycter
- Saurophaganax
- Sauroposéidon
- Stégosaure
- Ténontosaure

#### Oregon
- Aetiocetus
- Archaeocyon
- Bennettazhia
- Chendytes
- Desmatophoca
- Desmostylus
- Dinictis
- Hypertragulus
- Hypohippus
- Kalobatippus
- Mesocyon
- Patriofelis
- Philotrox
- Pristichampsus
- Promerycochoerus
- Pronghorn
- Ptéranodon
- Stylemys

#### Pennsylvanie
- Acanthodes
- Arthropleura
- Dunkleosteus
- Fedexia
- Galtonia
- Gwyneddosaurus
- Hyneria
- Hynerpeton
- Kentriodon
- Platygonus
- Thecodontosaurus

#### Tennessee
- Dasypus bellus
- Dunkleosteus
- Enchodus
- Homotherium
- Mammuthus columbi
- Teleoceras

#### Texas
- Acheloma
- Acrocanthosaurus
- Adelobasileus
- Agujaceratops
- Alamosaurus
- Alphadon
- Araéoscélis
- Archelon
- Archeria
- Arctodus
- Brachauchenius
- Cacops
- Capromeryx
- Casea
- Caséosaure
- Chasmosaurus
- Cotylorhynchus
- Ctenospondylus
- Dallasaure
- Deinosuchus
- Desmatosuchus
- Diadectes
- Dimétrodon
- Dinofelis
- Diplocaulus
- Edaphosaure
- Edmontonia
- Enchodus
- Eothyris
- Epicyon
- Eryops
- Gerobatrachus
- Glaucosaure
- Gryposaurus
- Hierosaure
- Homotherium
- Hypohippus
- Ichthyornis
- Iguanodon
- Kalobatippus
- Kritosaure
- Labiosaure
- Libonectes
- Mammut americanum
- Megantereon
- Mosasaure
- Neochoerus
- Ophiacodon
- Paluxysaure
- Panoplosaure
- Pantylus
- Pawpawsaure
- Petrolacosaurus
- Platyhystrix
- Pleurocoelus
- Polyptychodon
- Poposaure
- Prohesperocyon
- Pristichampsus
- Pronghorn
- Protoavis
- Protohadros
- Protosuchus
- Quetzalcoatlus
- Richardoestesia
- Rutiodon
- Sauroposéidon
- Sclérorhynchus
- Sécodontosaure
- Seymouria
- Shuvosaure
- Sphenacodon
- Stégocéras
- Synthetoceras
- Technosaure
- Ténontosaure
- Tetraceratops
- Titanis
- Titanotylopus
- Torosaure
- Trilophosaurus
- Tylosaurus
- Tyrannosaure rex
- Varanosaure
- Xiphactinus

#### Utah
- Acrocanthosaurus
- Alamosaurus
- Allosaurus
- Alphadon
- Animantarx
- Apatosaure
- Arctodus
- Astrodon
- Arvinachelys goldeni
- Barosaure
- Bernissartia
- Brachiosaure
- Camarasaure
- Camelops
- Camptosaure
- Canadapsis
- Cédarosaure
- Cedarpelta
- Cedrorestes
- Cératosaure
- Claraia
- Coélophysis
- Deinonychus
- Diplodocus
- Dryosaure
- Dystrophaeus
- Eolambia
- Falcarius
- Gastonia
- Gryposaurus
- Hypohippus
- Iguanodon
- Koparion
- Marshosaurus
- Merriamoceros
- Mesonyx
- Othnielia
- Parasaurolophus
- Planicoxa
- Plesiadapis
- Poposaure
- Presbyornis
- Protylopus
- Ptilodus
- Sauropelta
- Stégosaure
- Stokesosaure
- Stylinodon
- Torosaure
- Tyrannosaure rex
- Uintathérium
- Utahraptor
- Venenosaure

#### Virginie
- Acanthodes
- Aegialornis
- Eobalaenoptera
- Kentriodon
- Mécistotrachelus

#### Virginie-Occidentale
- Greenrerpeton

#### Washington
- Mammut americanum
- Philotrox

#### Wisconsin
- Mammut americanum

#### Wyoming
- Agathaumas
- Allosaurus
- Alphadon
- Anatotitan
- Anchiceratops
- Ankylosaurus
- Apatosaure
- Archaeocyon
- Archaeotherium
- Astraspis
- Aublysodon
- Barosaure
- Brachiosaure
- Brachycrus
- Camarasaure
- Camptosaure
- Cératosaure
- Champsosaurus
- Chriacus
- Coelurus
- Deinonychus
- Dermodactylus
- Diacodexis
- Diatryma
- Diceratops
- Didelphodon
- Dinictis
- Diplodocus
- Drinker
- Dryosaure
- Dyslocosaure
- Edmarka
- Enchodus
- Eobasileus
- Eobrontosaurus
- Eohadrus
- Eusmilus
- Gargoyléosaure
- Gomphotherium
- Hagryphus
- Hapalodectes
- Haplocanthosaure
- Heptodon
- Hesperocyon
- Hespérosaure
- Hypohippus
- Hypsidoris
- Hyrachyus
- Icaronycteris
- Kalobatippus
- Laosaure
- Leidyosuchus
- Limnofregata
- Mégalneusaure
- Mesadactylus
- Mesocyon
- Mesonyx
- Métacheiromys
- Microvenator
- Nanosaure
- Néocathortes
- Nimravus
- Nodosaure
- Notharchus
- Onychonycteris
- Ornitholestes
- Othnielia
- Othnielosaure
- Palaéobatrachus
- Pantolambda
- Paronychodon
- Peltosaure
- Philotrox
- Platygonus
- Plesiadapis
- Plesiopleurodon
- Plioplatecarpus
- Poposaure
- Presbyornis
- Pristichampsus
- Ptéranodon
- Ptilodus
- Sauropelta
- Stégosaure
- Stokesosaure
- Stygimoloch
- Stylemys
- Stylinodon
- Tanycolagreus
- Ténontosaure
- Thescelosaurus
- Torosaure
- Tricératops
- Trogosus
- Troodon
- Tyrannosaure rex
- Uintathérium

### Éthiopie
- Ancylotherium
- Ardipithecus
- Arsinoitherium
- Chilgathérium
- Hippopotamus
- Homotherium
- Theropithecus

## F

### France
- Aegialornis
- Aepisaurus
- Agriotherium (en)
- Allodaposuchus
- Alopecocyon
- Ampelosaurus
- Amphicyon
- Anancus
- Anchitherium
- Arctocyon
- Armoricaphyton
- Arthropleura
- Aspidorhynchus
- Atsinganosaurus
- Bothriospondylus
- Casea
- Chalicotherium
- Champsosaurus
- Compsognathus
- Cryptoclidus
- Ctenochasma
- Cycnorhamphus
- Cynodiis
- Dacentrurus
- Dakosaure
- Diacodexis
- Diatryma
- Dinofelis
- Dryopithecus
- Dubreuillosaurus
- Elomeryx
- Eobothus
- Eomys
- Erectopus
- Eucladoceros
- Eurhinodelphis
- Eusmilus
- Gallodactylus
- Gallornis
- Gargantuavis
- Gastornis
- Genusaurus
- Gomphotherium
- Gryphaea
- Haptodus
- Helladothérium
- Helicoprion
- Hemicyon
- Hipparion
- Hyaenodon
- Hypselosaurus
- Hyrachyus
- Iguanodon
- Ischyodus
- Kentriodon
- Konzhukovia
- Leedsichtys
- Leptictidium
- Leptolepis
- Lexovisaurus
- Libralces
- Liliensternus
- Liopleurodon
- Lophostropheus
- Loricatosaurus
- Mastodonsaurus
- Matheronodon
- Mistralazhdarcho
- Megaloceros
- Megalosaurus
- Méganeura
- Megantereon
- Merovemys
- Metriorhynchus
- Muraenosaurus
- Necrolemur
- Nécromanis
- Neosodon
- Nimravus
- Normannognathus
- Ophthalmosaure
- Palaélodus
- Palaéobatrachus
- Palaeotherium
- Panthera gombaszoegensis
- Panthera leo
- Pelagosaurus
- Pelorosaurus
- Pistosaurus
- Piveteausaurus
- Platéosaure
- Plesiadapis
- Plésictis
- Pliopithecus
- Poekilopleuron
- Polyptychodon
- Potamotherium
- Pristichampsus
- Pterodactylus
- Pyroraptor
- Rhabdodon
- Rupricapranser
- Rytiodus
- Simolestes
- Sinohippus
- Sténéofiber
- Streptospondylus
- Strigogyps
- Struthiosaurus
- Tarascosaurus
- Teleidosaurus
- Teleosaurus
- Telmatosaurus
- Thrissops
- Titanosaurus

## G

### Géorgie
- Struthio dmanisensis

### Grèce
- Athene cretensis
- Candiacervus
- Chalicotherium
- Deinothérium
- Dryopithecus
- Elephas falconeri
- Equus stenonis
- Eucladoceros
- Ictitherium
- Mammuthus borsoni
- Mégalocéros
- Mesohippus
- Panthera leo
- Sivapithecus
- Ursus spelaeus

### Groenland
- Acanthostega
- Grand Pingouin
- Groenlandaspis
- Ichthyosaure
- Ichthyostéga
- Kerygmachela
- Palaéniscum
- Pambdelurion
- Platéosaure

### Guinée
- Opisthocoelicaudia

### Guyane
- Eremotherium

## H

### Haïti
- Acratocnus
- Megalocnus
- Synocnus

### Honduras
- Mammut americanum

### Hongrie
- Bakonydraco
- Chalicotherium
- Hungarosaure
- Magyarosaure
- Struthiosaure
- Titanosaure
- Ursus spelaeus

## I

### Îles Cook
- Aerodramusa

### Inde
- Afromoloch
- Agriotherium (en)
- Alwalkeria
- Antarctosaurus
- Anthracotherium
- Barapasaurus
- Bos
- Brachioceratops
- Brachyceratops
- Brachypodosaurus
- Bramathérium
- Bruhathkayosaurus
- Carpo
- Chalicotherium
- Cistecrephalus
- Compsosuchus
- Contusisaurus
- Dandakosaurus
- Dapedium
- Deinothérium
- Dickinsonia
- Dinofelis
- Dravidosaurus
- Elephas recki
- Eucladoceros
- Exaeretodon
- Gallocéphalus
- Gigantopithecus
- Giraffokeryx
- Hyperodapedon
- Indohyus
- Indosaurus
- Indosuchus
- Indricotherium
- Isisaurus
- Jainosaurus
- Jubbulpuria
- Kannemeyeria
- Kotasaurus
- Laevisuchus
- Lametasaurus
- Lamphughsaura
- Laticanatis
- Lystrosaurus
- Massospondylus
- Mégalodon
- Megantereon
- Métoposaure
- Naucratisaurus
- Nigertherium
- Ornithomimoides
- Orthogoniosaurus
- Osteolepis (en)
- Panthera leo
- Pycnodus
- Rajasaurus
- Remingtonocetus
- Rhamphosuchus
- Scaphonyx
- Seismoceratops
- Serpephagus
- Simolestes
- Sivapithecus
- Sivatherium
- Stégodon
- Testudo atlas
- Theropithecus
- Titanosaurus
- Torvoraptor
- Tyrannosaure rex
- Uintathérium
- Yarasuchus

### Indonésie
- Babtomonotrenus
- Chelyphilus
- Chlorosaure
- Dendrosauroides
- Elephas recki
- Hexacornis
- Homotherium
- Kalimantornis
- Liasis
- Mixosaure
- Nucirepertor
- Parachlorosaure
- Psittacosus
- Ranotolpa
- Seismocératops
- Sinomastodon
- Sphyrnathérium
- Stégodon
- Tacitosicarius
- Testudo atlas
- Thérizinorhynchus
- Tiamatia
- Twitiavis
- Veraquilla

### Iran
- Helicoprion
- Iranotherium
- Osteolepis (en)
- Lissodus
- Pseudocrania
- Alborzites
- Bobbodus

### Irlande
- Deltoptychius
- Grand Pingouin
- Groenlandaspis
- Mégalocéphalus
- Mégalocéros

### Islande
- Grand Pingouin

### Israël
- Nothosaure
- Pachyrhachis
- Tanystropheus

### Italie
- Anancus
- Askeptosaurus
- Clarazia
- Coelodonta
- Deinogalerix
- Drépanosaure
- Elephas antiquus
- Elephas falconeri
- Endennasaurus
- Eucladoceros
- Eudimorphodon
- Eusaurosphargis
- Halitherium
- Harpactocarcinus
- Helveticosaurus
- Hescheleria
- Hippopotamus
- Hoplitomeryx
- Kentriodon
- Mégalancosaure
- Mégalocéros
- Mene
- Minimokelesaure
- Mixosaure
- Nothosaure
- Oreopithecus
- Pachypleurosaurus
- Panthera leo
- Paraplacodus
- Peteinosaurus
- Pholidophorus
- Placodus
- Preondactylus
- Pristichampsus
- Psephoderma
- Pycnodus
- Saltriosaure
- Saurosphargis
- Scipionyx
- Sinosaurosphargis
- Sphenocephalus
- Tyto robusta
- Ursus spelaeus
- Vallesaurus
- Zygophyseter

## J

### Jamaïque
- Pezosiren
- Prorastomus

### Japon
- Acrioceras
- Agetolites
- Aglaocetus
- Ainoceras
- Albalophosaurus
- Albanerpeton
- Allodesmus
- Ammonoceratites
- Anomalochelys
- Aphaenogaster avita
- Archaeodobenus
- Argonauticeras
- Ashoroa
- Atrypa
- Aulophyseter
- Baculites
- Behemotops
- Brygmophyseter
- Carinokoninckina
- Colossonychus
- Composita
- Desmatophoca
- Desmostylus
- Echizensaurus
- Elasmosaurus
- Elephas namadicus
- Favosites
- Fukuipteryx
- Fukuiraptor
- Fukuisaurus
- Fukuititan
- Fukuivenator
- Futabasaurus
- Hagiastrum
- Helicoprion
- Hironosaurus
- Hisanohamasaurus
- Hydrodamalis gigas
- Ischyrhiza
- Isocyprina
- Izumia
- Izuus
- Kaganaias
- Kagasaurus
- Kamuysaurus
- Katsuyamakensaurus
- Katsuyamasaurus
- Kentriodon
- Kitadanisaurus
- Kobayashiella
- Kobayashites
- Koshisaurus
- Macropokemus[réf. nécessaire]
- Mégalocéros
- Mégalodon
- Mifunesaurus
- Mokulongia[réf. nécessaire]
- Ostéodontornis
- Paleoparadoxia
- Ptéranodon
- Sanchusaurus
- Shokawa
- Sinomastodon
- Stégodon
- Sugiyanasaurus
- Takicetus
- Taniwhasaurus
- Tuchikurasaurus
- Utatsusaurus
- Wakinosaurus
- Yamatocetus
- Yamatosaurus
- Yamatoum
- Yatsengia

### Jordanie
- Arambourgiania

## K

### Kazakhstan
- Anchitherium
- Antarctosaurus
- Aralosaurus
- Arstanosaurus
- Asiahéspérornis
- Asiamericana
- Bactrosaure
- Batrachognathus
- Caenagnathasia
- Caprogallus
- Embasaure
- Gilmoreosaurus
- Indricotherium
- Jaxartosaure
- Karaurus
- Pristichampsus
- Prochenéosaure
- Sordes
- Tanius

### Kenya
- Ancylotherium
- Archaeopotamus (en)
- Ardipithecus
- Chalicotherium
- Climacoceras (en)
- Deinothérium
- Dendropithécus
- Dryopithecus
- Ekorus
- Gomphotherium
- Hipparion
- Hippopotamus
- Hyaenodon
- Kanuites
- Palaeotragus
- Panthera leo
- Platybelodon
- Proconsul
- Prodeinotherium (en)
- Ramapithecus
- Spinosaure
- Theropithecus
- Titanosaure

### Kirghizistan
- Alpkarakush
- Coelodonta
- Ferganasaure
- Ferganocephale
- Longisquama
- Sharovipteryx

## L

### Laos
- Ichthyovenator
- Laosaurus
- Mandschurosaurus
- Nothosaurus
- Shringasaurus
- Tangvayosaurus
- Titanosaure

### Lesotho
- Abrictosaurus
- Blikanasaurus
- Dracovenator
- Euskelosaurus
- Fabrosaure
- Hétérodontosaure
- Lesothosaurus
- Lycorhinus
- Massospondylus
- Megazostrodon
- Mélanorosaure
- Syntarsus
- Thecodontosaure

### Lettonie
- Osteolepis
- Panderichthys

### Liban
- Eupodophis
- Protobrama
- Sclérorhynchus

### Libye
- Arsinoitherium
- Barytherium
- Elaphrosaurus
- Kubanochoerus
- Mammuthus africanavus
- Megalosaure
- Megistotherium
- Moeritherium
- Numidotherium
- Prolibytherium
- Sivatherium
- Stégodon

### Lituanie
- Bos
- Orthoceras

### Luxembourg
- Microcleidus medusinae

## M

### Madagascar
- Æpyornis titan
- Ansérisaure
- Arbrosuchus
- Archaéodontosaure
- Beelzebufo
- Bothriospondylus
- Claudiosaurus
- Coelurosauravus
- Crocléo
- Enantinesomys
- Gargantius
- Hippopotamus
- Hoplosuchus
- Hovasaurus
- Lapparentosaure
- Madtsoia
- Magistratavis
- Mahajangasuchus
- Majungasaurus
- Masiakasaurus
- Megaladapis
- Megalosaure
- Mokelesaure
- Plesiorycteropus
- Rahonavis
- Rapetosaure
- Razanandrongobe
- Simosuchus
- Stégosaure
- Suchosmilus
- Thadéosaure
- Titanosaure
- Triadobatrachus

### Malawi
- Gigantosaurus
- Janenschia
- Karongasaure
- Malawisaurus
- Theropithecus
- Tornieria

### Mali
- Moeritherium

### Maldives
- Sivatherium

### Malte
- Elephas falconeri
- Hippopotamus
- Mégalodon

### Maroc
- Alanqa
- Atlasaurus
- Azendohsaurus
- Berberosaure
- Carcharodontosaurus
- Cetiosaurus
- Chenanisuchus
- Cristatusaure
- Deltadroméus
- Dicranurus
- Dunkleosteus
- Dyrosaure
- Elosuchus
- Gazella psolea
- Ictitherium
- Iguanodon
- Jagorina
- Mammuthus africanavus
- Megalosaure
- Minqaria
- Orthoceras
- Panthera leo
- Phosphatherium
- Rebbachisaure
- Sclérorhynchus
- Sigilmassasaurus
- Spinosaure
- Tazoudasaure
- Theropithecus
- Thililua
- Walliserops
- Witwatia

### Maurice
- Cylindraspis
- Dodo

### Mexique
- Albertosaurus
- Alexornis
- Apatosaure
- Aridovangaurda
- Arthrolycosa
- Capromeryx
- Chasmaporthetes
- Chasmosaurus
- Desmodus draculae
- Desmostylus
- Euceratherium
- Euoplocephalus
- Galumphia
- Geosaure
- Helicoprion
- Hydrodamalis gigas
- Kentriodon
- Klinebergella
- Kritosaure
- Labocania
- Lambéosaure
- Mammuthus columbi
- Mégalodon
- Muzquizopteryx
- Paleoparadoxia
- Platygonus
- Saurornitholestes
- Torvoneustes
- Troodon
- Velafrons

### Moldavie
- Bos
- Elasmotherium
- Kentriodon

### Mongolie
- Achillobator
- Adasaurus
- Airakoraptor
- Alashansaurus
- Alectrosaurus
- Alioramus
- Altirhinus
- Alxasaurus
- Ambiortus
- Amtosaurus magnus
- Anagale
- Andrewsarchus
- Anserimimus
- Apsaravis
- Archaeornithoides
- Archaeotherium
- Arsinoitherium
- Asiaceratops
- Asiatosaure
- Avimimus
- Bactrosaure
- Bagaceratops
- Bagaraatan
- Bainoceratops
- Barsboldia
- Borogoavis
- Breviceratops
- Byronosaure
- Chalicotherium
- Cheval de Przewalski
- Chirostenotes
- Citipati
- Coelodonta
- Conchoraptor
- Coryphodon
- Cynodictis
- Deinocheirus
- Elmisaurus
- Embolotherium
- Enigmosaure
- Entelodon
- Epidendrosaurus
- Erketu
- Erlikosaurus
- Errosaure
- Euoplocephalus
- Gadolosaure
- Gallimimus
- Garudimimus
- Gigantoraptor
- Goyocéphale
- Graciliceratops
- Hanwulosaure
- Hapalodectes
- Harpymimus
- Halszkaraptor
- Hemicyon
- Homalocephale
- Hulsanpes
- Hyaenodon
- Iguanodon
- Indricotherium
- Ingenia
- Itemirus
- Judinornis
- Khaan
- Lamaceratops
- Leptoceratops
- Magnirostris
- Mahakala
- Maleevus
- Mamenchisaurus
- Metamynodon (en)
- Microcératops, nom remplacé par Microceratus
- Mokulongia[réf. nécessaire]
- Mononykus
- Nemegtosaure
- Nomingia
- Noripterus
- Nurosaure
- Opisthocoelicaudia
- Otogosaure
- Oviraptor
- Parvicursor
- Phobetor
- Pinacosaure
- Platybelodon
- Platyceratops
- Prenocephale
- Presbyornis
- Prodeinodon
- Prodinoceras
- Protoavis
- Protocératops
- Psittacosaure
- Quaésitosaure
- Rinchenia
- Saichania
- Sarkastodon
- Saurolophus
- Saurornithoides
- Ségnosaure
- Shamosaure
- Shanag
- Shuvuuia
- Sinohippus
- Talarurus
- Tarbosaure
- Tarchia
- Teviornis
- Thérizinosaure
- Tochisaure
- Tsaagan
- Tsagantegia
- Tsaidamothérium
- Tylocephale
- Tyrannosaure rex
- Udanoceratops
- Vélociraptor
- Volaticotherium
- Yamacératops
- Zalambdalestes

### Mozambique
- Hippopotamus

## N

### Namibie
- Aetonyx
- Agriotherium (en)
- Hippopotamus
- Massospondylus
- Syntarsus

### Népal
- Stégodon

### Niger
- Aegyptosaurus
- Afromoloch
- Afrovenator
- Aiglomimus
- Anatosuchus
- Bahariasaurus
- Carcharodontosaurus
- Cristatusaurus
- Elaphrosaurus
- Eocarcharia
- Goronyosaurus
- Jobaria
- Kryptops
- Lurdusaurus
- Madtsoia
- Megalosaure
- Neotitanosaurus
- Nigersaurus
- Nigerthérium
- Ouranosaurus
- Pluridens
- Psittacoraptor
- Rebbachisaurus
- Tylosaurus
- Rugops
- Sarcosuchus
- Saurolophus
- Spinosaure
- Spinostropheus
- Suchomimus
- Valdosaurus
- Zygorhiza

### Nigeria
- Carcharodontosaure
- Goronyosaure
- Pluridens

### Nouvelle-Calédonie
- Meiolania
- Mekosuchus
- Sylviornis
- Zygomaturus

### Nouvelle-Zélande
- Aigle géant de Haast
- Anomalopteryx
- Anthropornis (en)
- Aptornis
- Aviserpens
- Basilosaure
- Cimoliasaure
- Diablornis
- Emeus Crassus
- Giganas
- Godomus
- Ischyodus
- Kaiwhekea
- Kentriodon
- Kumimanu
- Ludicrus
- Mauisaure
- Mégalaptéryx
- Mégalodon
- Mégalornis
- Microfaustus
- Mixosaure
- Moa
- Moanasaure
- Pachydyptes
- Pachyornis
- Platypterygius
- Prosqualodon
- Taniwhasaure
- Tuarangisaure
- Tylosaurus
- Waimanu

### Norvège
- Aphaneramma
- Boréaspis
- Doryaspis
- Grand Pingouin
- Mixosaure
- Pharyngolepis

## O

### Oman
- Arsinoitherium

### Ouganda
- Chalicotherium
- Hippopotamus
- Prodeinotherium (en)
- Theropithecus

### Ouzbékistan
- Abavornis
- Amtosaurus
- Archaeornithomimus
- Asiaceratops
- Asiamericana
- Azhdarcho
- Bactrosaure
- Bissektipelta
- Caenagnathasia
- Catenoleimus
- Cionodon
- Enantiornis
- Euronychodon
- Gilmoreosaurus
- Ichthyornis
- Itemirus
- Kizylkumavis
- Kulceratops
- Troodon
- Turanoceratops
- Urbacodon

## P

### Panama
- Anchitherium
- Hemicyon (en)
- Neochoerus

### Papouasie-Nouvelle-Guinée
- Hulitherium
- Liasis
- Protemnodon
- Pseudartamus
- Thylacine

### Pakistan
- Ambulocetus
- Arthropleura
- Balochisaure
- Barbarovenator
- Basilosaure
- Birbalomys
- Bos
- Caprogallus
- Chalicotherium
- Deinothérium
- Diacodexis
- Downsimys
- Eucladoceros
- Gigantopithecus
- Gomphotherium
- Helicoprion
- Hydaspitherium
- Indricotherium
- Khetranisaure
- Kutchicetus
- Lammidhania
- Pakicetus
- Pakisaure
- Ramapithecus
- Remingtonocetus
- Rodhocetus
- Sivapithecus
- Stégodon
- Sulaimanisaure
- Testudo atlas
- Vitakridrinda

### Paraguay
- Cerdocyon
- Scelidotherium
- Stegomastodon

### Pays-Bas
- Betasuchus
- Eucladoceros
- Hainosaure
- Mammut borsoni
- Mammuthus meridionalis
- Megalosaure
- Mosasaure
- Nothosaure
- Orthomerus
- Panthera gombaszoegensis
- Plioplatecarpus
- Telmatosaure
- Ursus spelaeus

### Pérou
- Acrophoca
- Icadyptes
- Kentriodon
- Mégalodon
- Mégathérium
- Odobenocetops
- Panthera leo
- Purussaurus

### Philippines
- Mene
- Stégodon

### Pologne
- Alopecocyon
- Bos
- Coelodonta
- Cyclotosaurus
- Dunkleosteus
- Silesaurus
- Succinodon
- Ursus spelaeus

### Portugal
- Allosaurus
- Alocodon
- Anchitherium
- Aviatyrannis
- Brachiosaure
- Camarasaure
- Camptosaure
- Crusafontia
- Dacentrurus
- Dinheirosaure
- Draconyx
- Dracopelta
- Erectopus
- Euronychodon
- Goniopholis
- Hypsilophodon
- Iguanodon
- Kentriodon
- Lourinhanosaure
- Lourinhasaure
- Lusitanosaure
- Lusotitan
- Megalosaure
- Pélorosaure
- Phyllodon
- Rhamphorhynchus
- Torvosaure

### Porto Rico
- Acratocnus

## R

### République démocratique du Congo
- Hippopotamus
- Theropithecus

### République dominicaine
- Acratocnus
- Megalocnus

### République tchèque
- Acanthodes
- Archaeothyris
- Capetus
- Cochleosaurus
- Cyclotosaurus
- Deinotherium
- Diplovertebron
- Discosauriscus
- Edaphosaurus
- Gephyrostegus
- Iguanodon
- Intasuchus
- Keraterpeton
- Macropoma
- Microbrachis
- Ophiderpeton
- Phlegethontia
- Sauropleura
- Xiphactinus

### La Réunion
- Cylindraspis

### Roumanie
- Allodaposuchus
- Aristosuchus
- Bihariosaure
- Bos
- Brachydiastemathérium
- Bradycneme
- Deinothérium
- Dryosaure
- Eloptéryx
- Hatzegopteryx
- Heptasteornis
- Hypsélosaure
- Hypsilophodon
- Iguanodon
- Kentriodon
- Magyarosaure
- Mammut Borsoni
- Megalosaure
- Palaélodus
- Rhabdodon
- Rupricapranser
- Struthiosaure
- Telmatosaure
- Ursus spelaeus
- Valdosaure
- Zalmoxes

### Royaume-Uni

#### Angleterre
- Acanthodes
- Acanthopholis
- Agnosphitys
- Agrosaurus
- Altispinax
- Angloposeidon
- Anoplosaurus
- Anthracosaure
- Archaeonectrus
- Aristosuchus
- Aspidorhynchus
- Attenborosaure
- Baryonyx
- Becklespinax
- Bernissartia
- Berycopsis
- Bos
- Bothriospondylus
- Brontoscorpio
- Calamosaure
- Calamospondylus
- Callovosaure
- Camelotia
- Camptosaure
- Cardiodon
- Caulkicephalus
- Cetiosaurus
- Cetiosauriscus
- Chondrosteosaurus
- Climatius
- Coelodonta
- Craterosaurus
- Cryptoclidus
- Dacentrurus
- Dakosaure
- Dapedium
- Diatryma
- Dimorphodon
- Dollodon
- Dryosaure
- Echinodon
- Elephas antiquus
- Enaliornis
- Eobothus
- Eogyrinus
- Eotyrannus
- Eucamerotus
- Eucladoceros
- Eurycleidus
- Eustreptospondylus
- Excalibrosaure
- Gastornis
- Geosaure
- Gigantosaurus
- Goniopholis
- Groenlandaspis
- Haramiya
- Hémicyclaspis
- Hylaéosaure
- Hypsilophodon
- Hypsocormus
- Hyracotherium
- Ichthyosaure
- Iguanodon
- Iliosuchus
- Ischyodus
- Istiodactylus
- Iuticosaure
- Kuehneosaure
- Leedsichtys
- Leptocleidus
- Leptolepis
- Lexovisaure
- Liassaure
- Liopleurodon
- Lonchodectes
- Loricatosaure
- Macroplata
- Macropoma
- Macrurosaure
- Magnosaurus
- Mammut borsoni
- Mammuthus trogontherii
- Mantellisaure
- Mastodonsaure
- Megalocéros
- Megalosaure
- Méganeura
- Métriacanthosaure
- Metriorhynchus
- Morganucodon
- Muraenosaure
- Neovenator
- Nuthetes
- Oligokyphus
- Ophthalmosaure
- Ornithocheirus
- Ornithodesmus
- Ornithostoma
- Palaéniscum
- Panthera gombaszoegensis
- Parapsicéphalus
- Pelagosaurus
- Peloneustes
- Pélorosaure
- Pholidophorus
- Planocéphalosaure
- Platéosaure
- Plésiosaure
- Pleurocoelus
- Polacanthus
- Polyptychodon
- Presbyornis
- Priodontognathus
- Procératosaure
- Protosphyraena
- Ptéranodon
- Pteraspis
- Pterodactylus
- Pycnodus
- Regnosaure
- Rhamphorhynchus
- Rhomaléosaure
- Sarcolestes
- Sarcosaurus
- Scaphognathus
- Scélidosaure
- Scleromochlus
- Simolestes
- Sphenocephalus
- Stenopterygius
- Streptospondylus
- Temnodontosaure
- Thalassiodracon
- Thecodontosaure
- Thrissops
- Torvoneustes
- Valdoraptor
- Valdosaure
- Vectisaure
- Walkersaure
- Xenoposeidon
- Yaverlandia

#### Écosse
- Adelospondylus
- Ainiktozoon
- Arthropleura
- Canobius (en)
- Cephalaspis
- Cheirolepis
- Coccosteus
- Crassigyrinus
- Deltoptychius
- Dipterus
- Elginerpeton
- Elginia
- Erpetosuchus
- Eucritta
- Eusthenopteron
- Griphognathus
- Gyroptychius
- Hibbertopterus
- Hyperodapedon
- Jamoytius
- Lineus
- Loxomma
- Mégalocéphalus
- Ornithosuchus
- Osteolepis (en)
- Palaeospondylus
- Pulmonoscorpius
- Saltopus
- Stagonolepis
- Stethacanthus
- Tristychius
- Westlothiana

#### Pays de Galles
- Agrosaurus
- Brontoscorpio
- Morganucodon
- Syntarsus
- Terrestrisuchus
- Thecodontosaure

### Russie
- Abakania
- Abakanicyathus
- Acinacodus
- Actinoceramus
- Admetophoneus
- Agnostus
- Albumares
- Alconeracyathus
- Alectrosaurus
- Alexeyisaurus
- Allosaurus
- Altaiaspis
- Amphibetulimus
- Amphilichas
- Amuremys
- Amurosaurus
- Amydrotaxis
- Amzasskiella
- Anagymnites
- Anancus
- Anchitherium
- Andreyevichthys
- Anetoceras
- Anfesta
- Angarodendron
- Annatherapsidus
- Annemys
- Anteosaurus
- Anthodon
- Anthomorpha
- Anthracolestes
- Antiquanabittacus
- Apateodus
- Aphanaia
- Arctomytiloides
- Arisacyathus
- Arkharavia
- Asaphus cornutus
- Asaphus intermedius
- Asaphus kowalewskii
- Atomodesma
- Aublysodon
- Baculites
- Baissobittacus
- Bakevellia
- Bardocarpus
- Bashkyroleter
- Bashkirosaurus
- Belonostomus
- Biarmosuchus
- Bigotites
- Billingsella
- Bison antiquus
- Blastochaetetes
- Bodenia
- Bogolubovia
- Bomakellia
- Boreadorthis
- Boréoptéryx
- Bureiamya
- Byssacanthus
- Bystrowiana
- Caenodendron
- Camarasaurus
- Cambrocyathellus
- Cambrocyathus
- Camptonectes
- Carnepigondolella
- Cataceramus
- Catoblepas
- Caumontisphinctes
- Ceronychoides
- Cervavis
- Cetotherium
- Chaetetes
- Charonosaurus
- Chilantaisaurus
- Chlamys
- Chroniosaurus
- Chroniosuchus
- Chthomaloporus
- Cigarella
- Coccosteus
- Codonofusiella
- Coelodonta
- Contusisaure
- Cordaicarpus
- Costapolygnathus
- Costatoaphanaia
- Cretalamna
- Cretobittacus
- Cretolimonia
- Cretoxyrhina
- Cryoharamiya
- Cryptoclidus
- Cyclochaetetes
- Cyrtospirifer
- Dacryomya
- Dalmanites
- Daurosaurus
- Desmostylus
- Deuterosaure
- Dickinsonia
- Diictodon
- Dimétrodon
- Diplognathodus
- Discoptychites
- Dittmaritoides
- Dolborella
- Doliosauriscus
- Dromaeosaurus
- Dryopithecus
- Edaphodon
- Egoria
- Egorovella
- Elasmosaure
- Elasmotherium
- Elephantosaurus
- Emilites
- Ennatosaurus
- Enosuchus
- Entolium
- Eocostapolygnathus
- Eoctenopolygnathus
- Eodiscoglossus
- Eognathodus
- Eoleperditia
- Eolinguipolygnathus
- Eopolygnathus
- Eoschizodus
- Epiboreoceras
- Epiwocklumeria
- Erbenoceras
- Erlangeracrocrinus
- Estemmenosuchus
- Eucladoceros
- Eurygnathodus
- Eusthenopteron
- Evenia
- Evgenavis
- Favositella
- Favosites
- Ferganoceras
- Ferganoceratodus
- Ferganophyllum
- Fusulina
- Gabirutosaurichnus
- Gamachignathus
- Gigantoproductus
- Ginkgocycadophytus
- Gracilotoechia
- Gryphaea
- Gobiconodon
- Gorgonops
- Gorynychus
- Hadrodontina
- Helicoprion
- Halobia
- Haselburgites
- Herrmannina
- Heteroaclisina
- Hexaacrocrinus
- Hibolites
- Himavatites
- Hindeodus
- Hitierosaurus
- Hutegotherium
- Hybodus
- Hydrodamalis gigas
- Hylobittacus fossilis
- Ingentidens
- Inaria
- Inoceramus
- Inostrancevia
- Intomodesma
- Isotelus
- Istycoceras
- Itatodon
- Ivantosaurus
- Ivantsovia
- Jamischjewskya
- Jarilinus
- Johnlongia
- Jucha
- Kamacops
- Kamagorgon
- Kemchugia
- Kentriodon
- Kentronyx
- Kerberosaurus
- Khorotherium
- Khurendukhosaurus
- Kileskus
- Kirgizemys
- Kitiakia
- Kiyatherium
- Kiyatriton
- Klukisporites
- Krylovia
- Kulgeriherpeton
- Kulindadromeus
- Kulindapteryx
- Kulindasaurus
- Kundurosaurus
- Kuraspoides
- Kuznetskia
- Kvabebihyrax
- Kyasuchus
- Ladogia
- Latouchella
- Leiotriletes
- Lenorthis
- Lepeophyllum
- Leperditia
- Lepidocheirosaurus
- Lermontovia
- Lermontoviella
- Lima
- Liopleurodon
- Loculicyathus
- Luskhan
- Lyssochlamys
- Lystrosaurus
- Madygenerpeton
- Magnigondolella
- Maitaia
- Makhaira
- Mammuthus primigenius
- Mammuthus trogontherii
- Mandschurosaurus
- Mastodonsaure
- Medvediceras
- Megalosaurus
- Melosaurus
- Meristella
- Mesobittacus
- Metabolograptus
- Metethmophyllum
- Minojapanella
- Molybdopygus
- Monograptus
- Monophyllites
- Moskovia
- Moskoviacrocrinus
- Moskovistella
- Mystiornis
- Nannopterygius
- Naticopsis
- Neohimavatites
- Neospathodus
- Neudolbenus
- Nikitinoceras
- Nikkasaurus
- Nipponosaurus
- Nochnitsa
- Noeggerathiopsis
- Nothosaure
- Nowakia
- Nummoceras
- Nyctiphruretus
- Obolella
- Obolus
- Obrucheviaspis
- Obrutchevites
- Ochotomya
- Okhotodesma
- Olorotitan
- Onega
- Ophtalmosaurus
- Oraniceras
- Orbiculopora
- Orthis
- Otapiria
- Otsheria
- Oxytoma
- Ozarkodina
- Palaeopharus
- Pandorinellina
- Panthera leo
- Paraacrochordiceras
- Parabradysaurus
- Paracalamites
- Paraceratites
- Paraconularia
- Paraisurus
- Parajonesites
- Paranacyathus
- Paraophthalmosaurus
- Paraorthacodus
- Parasibirites
- Parasphingites
- Pareiasaurus
- Paromoeopygma
- Peloneustes
- Petromantis
- Phacops
- Phratochronis
- Pholadomya
- Pholidophorus
- Phthinosaurus
- Phthinosuchus
- Platybelodon
- Platypterygius
- Platystrophia
- Pleurocoelus
- Pliomera
- Poekilopleuron
- Polyacrodus
- Polygnathus
- Polyptychodon
- Praesibirites
- Prismatoolithus
- Proburnetia
- Prodeinodon
- Productus
- Protobittacus
- Pseudocosmoceras
- Pseudocrania
- Pseudomegachasma
- Pseudomytiloides
- Psittacosaure
- Pycnoidocyathus
- Qantas samarensis
- Quasifusulinoides
- Remopleurella
- Remopleurides
- Retroceramus
- Rhinesuchus
- Rhopalodon
- Rhyzodendron
- Riasanites
- Richardoestesia
- Ripidiorhynchus
- Rufloria
- Russiella
- Russirhynchia
- Saldamosaurus
- Samarabatrachus
- Samaropsis
- Sangarotherium
- Sauroctonus
- Saurornitholestes
- Scaphonyx
- Scutosaurus
- Selaginella
- Selkis
- Semilingula
- Shestakovia
- Sibirecyathus
- Sibiriodus
- Sibiriolitella
- Sibiriolites
- Sibirites
- Sibirobittacus
- Sibiroblatta
- Sibirotherium
- Sibirotitanus
- Simplexodictyon
- Simpsonodus
- Sineleutherus
- Smilodon
- Smilotyrannus
- Solenopleura
- Sphenodiscus
- Sphenodus
- Sphenophyllum
- Spongiothecopora
- Spriggina
- Stepanovites
- Stereisporites
- Stereognathus
- Stethacanthus
- Stramentella
- Strenoceras
- Suchogorgon
- Suinavis
- Suminia
- Sweetospathodus
- Sylvella
- Synechodus
- Tancredia
- Tarbosaurus
- Tagarosuchus
- Teilhardina magnolia
- Teguliscapha
- Tengrisaurus
- Titanophoneus
- Tosapecten
- Trabeculatia
- Trachodon
- Triassospathodus
- Tribrachidium
- Tripartina
- Troodon
- Tulerpeton
- Tyrannosaurus
- Ulemica
- Ulemosaurus
- Umbellaphyllites
- Unionites
- Uralerpeton
- Uralobactrites
- Uralobaiera
- Uraloblatta
- Uraloceras
- Uralophyllum
- Uraloproductus
- Uralopronorites
- Uralorhynchia
- Uralosaurus
- Uraloscytina
- Uralosperma
- Uralospira
- Uralosuchus
- Urbacodon
- Ursus spelaeus
- Urupia
- Vaveliksia
- Vendia
- Venyukovia
- Verella
- Viatcheslavia
- Vojnovskya
- Volgadraco
- Volgatitan
- Xenocretosuchus
- Yasykovia
- Yermakia
- Zamiopteris
- Zieglerodina
- Zittelihalobia

## S

### Sainte-Hélène
- Upupa antaios

### Sénégal
- Moeritherium

### Serbie
- Anchitherium
- Ancylotherium
- Androgynoceras
- Baculites
- Calamophylliopsis
- Choerolophodon
- Dactylioceras
- Dinaromys bogdanovi
- Douvillaster
- Elopteryx
- Exogyra
- Glabrophysodoceras
- Graecopithecus
- Gryphaea
- Heteraster
- Inoceramus
- Macroscaphites
- Mammuthus trogontherii
- Paradolichopithecus
- Pseudohaploceras
- Pterotrigonia
- Radiolites
- Radiolitella
- Thecodontosaurus
- Tragophylloceras
- Trigonia
- Tuberosciponoceras
- Ursus spelaeus

### Slovaquie
- Acanthodes
- Alopecocyon
- Chalicotherium
- Keraterpeton
- Phlegethontia

### Suède
- Clidastes
- Gerrothorax
- Hainosaure
- Hesperornis
- Orthoceras
- Palaéophonus
- Plioplatecarpus

### Suisse
- Allosaurus
- Anchitherium
- Askeptosaurus
- Ceresiosaurus
- Cetiosauriscus
- Clarazia
- Dakosaurus
- Endennasaurus
- Geosaurus
- Helveticosaurus
- Hescheleria
- Kentriodon
- Megalosaure
- Nothosaurus
- Pachypleurosaurus
- Platéosaure
- Rutiodon
- Tanystropheus
- Ticinosuchus
- Ursus spelaeus

### Somalie
- Hippopotamus

### Soudan
- Bahariasaure
- Carcharodontosaure
- Hippopotamus
- Spinosaure

### Sri Lanka
- Panthera leo

### Syrie
- Syrian Camel

## T

### Tadjikistan
- Chalicotherium
- Eucladoceros
- Troodon

### Taïwan
- Stégodon

### Tanzanie
- Allosaurus
- Ancylotherium
- Anthodon
- Arctognathus
- Ardipithecus
- Australodocus
- Barosaure
- Brachiosaure
- Cedunasaure
- Cératosaure
- Dicraeosaurus
- Dicynodon
- Dryosaure
- Elaphrosaurus
- Gigantosaurus
- Giraffatitan
- Hippopotamus
- Janenschia
- Kentrosaure
- Leptolepis
- Metridiochoerus
- Pareiasaurus
- Pelorovis
- Peltobatrachus
- Pholidophorus
- Pterodactylus
- Rhamphorhynchus
- Tendaguria
- Tendaguriptéryx
- Theropithecus
- Tornieria
- Witwatia

### Tchad
- Hippopotamus
- Mammuthus africanavus

### Thaïlande
- Atrypa
- Basilochelys
- Chalawan thailandicus
- Composita
- Favositella
- Favosites
- Ginnareemimus
- Goniopholis
- Hindeodus
- Indosinosuchus
- Inoceramus
- Isanosaure
- Juresania
- Phuwiangosaurus
- Phuwiangvenator
- Proganochelys
- Psittacosaure
- Ptychoceratodus
- Ratchasimasaurus
- Siamamia
- Siamnautilus
- Siamoadapis
- Siamochelys
- Siamochoerus
- Siamodon
- Siamodracon
- Siamodus
- Siamogale
- Siamolophus
- Siamoperadectes
- Siamopithecus
- Siamopodus
- Siamosaure
- Siamosorex
- Siamosuchus
- Siamotherium
- Siamotragulus
- Siamotyrannus
- Siamporidium
- Siamraptor
- Sirindhorna
- Timidonella
- Trigonia
- Vayuraptor

### Tunisie
- Carcharodontosaure
- Elaphrosaurus
- Iguanodon
- Mammuthus africanavus
- Megalosaure
- Mene
- Rebbachisaure
- Spinosaure
- Witwatia

### Turkménistan
- Longisquama

### Turquie
- Anchitherium
- Ankarapithèque
- Bramathérium
- Cormohipparion
- Eomys
- Groenlandaspis
- Kentriodon
- Miomachairodus

## U

### Ukraine
- Anancus
- Anchitherium
- Belemnitella
- Bumastus
- Byssacanthus
- Coelodonta
- Dalmanites
- Dickinsonia
- Elasmotherium
- Inoceramus
- Kathwaia
- Kentriodon
- Macrodontophion
- Meristella
- Orthoceras
- Parahibolites
- Riabininohadros
- Stephanorhinus
- Trionyx ikoviensis
- Tylocidaris
- Ukrainaspis
- Ukrainurus

### Uruguay
- Antarctosaurus
- Argyrosaurus
- Cerdocyon
- Devincenzia
- Josephoartigasia
- Laplatasaure
- Saltasaurus
- Scelidotherium
- Uruguaysuchus

## V

### Vanuatu
- Mekosuchus

### Venezuela
- Cerdocyon
- Macrauchenia
- Purussaurus
- Stegomastodon
- Stupendemys
- Telicomys (en)

## Z

### Zambie
- Cistecephalus
- Hippopotamus

### Zimbabwe
- Allosaurus
- Amphicoelias
- Barosaurus
- Brachiosaurus
- Camarasaure
- Ceratosaurus
- Dicraeosaurus
- Euskélosaure
- Fabrosaurus
- Giraffatitan
- Glossopteris
- Hippopotamus
- Hyperodapedon
- Inoceramus
- Janenschia
- Massospondylus
- Saturnalia
- Syntarsus
- Tornieria
- Vulcanodon

### Articles liés
- Fossile
- Liste de sites fossilifères
- Paléontologie
- Histoire de la paléontologie
- Gastéropodes fossiles
- Liste de genres d'ammonites
- Liste des genres de dinosaures
- Liste des genres de l'Édiacarien
- Végétaux fossiles
- Insectes fossiles
- Poissons fossiles
- Amphibiens fossiles
- Histoire évolutive des dinosaures
- Histoire évolutive des oiseaux
- Mammifères fossiles

### Sources et bibliographie
1. ↑  Éric Buffetaut, Histoire de la paléontologie, 1988, PUF, Que sais-je ? 2190, 127 pages,  (ISBN 9782130485575)
2. ↑  Jean Chaline, Paléontologie des vertébrés, coll. « Géosciences », Dunod 1987
3. ↑  D. E. Fatovsky & D. B. Weishampel, (en) The evolution and Extinction of Dinosaurs, Cambridge University Press, 1996
4. ↑  David Weishampel, Peter Dodson et Halszka Osmólska, (en) The Dinosauria, University of California Press 1993  (ISBN 0520242092)
5. ↑  Michael J. Benton, Atlas historique des dinosaures, Autrement 1998,  (ISBN 2-86260-754-1)
6. ↑  Thomas N. Taylor, (en) Paleobotany : the biology and evolution of fossil plants, Elsevier 2009

### Note
Le classement prend en compte les territoires actuels : par exemple, un site fossilifère permien trouvé près de Perm dans ce qui fut l'Empire russe n'est classé ni à « Pangée », ni à « Empire russe » mais à « Russie », et le Hatzegopteryx trouvé dans ce qui fut l'Empire austro-hongrois n'est classé ni à « Archipel Apulien de la Téthys », ni à « Autriche-Hongrie », mais à Roumanie où le site se trouve depuis 1918. Il s'agit donc d'une liste géographique.